# Dilma Rousseff
Dilma Vana Rousseff (Belo Horizonte, 14 de diciembre de 1947) es una economista y política brasileña que ejerció como presidenta de Brasil, desde 2011 hasta su destitución en 2016, siendo la primera mujer que ocupó este puesto en su país.
Hija de madre brasileña y padre búlgaro, Dilma se crio en el seno de una familia de clase media y se instruyó en un colegio público. Mientras estudiaba en el colegio secundario, tuvo lugar el Golpe de Estado de 1964. Desde aquel momento comenzó a militar en el movimiento de resistencia contra la dictadura militar. En 1964, siendo estudiante de secundaria, comenzó a militar políticamente en la Organización Revolucionaria Marxista Política Obrera (POLOP) Política Operária (Política Obrera, en español). Más adelante formó parte de la organización guerrillera COLINA, reorganizada más adelante como VAR Palmares, que fue uno de los grupos armados más grandes formados contra el régimen militar. Detenida en 1970, un tribunal militar la torturó y luego condenó, permaneciendo presa durante tres años.
Una vez libre, se radicó en el Estado de Río Grande del Sur, donde estudió la carrera de Economía, recibiendo la licenciatura en la Universidad Federal de Río Grande del Sur en 1977. Con la apertura gradual hacia la democracia, que abrió la dictadura militar en la década de 1980, Dilma inició su actuación política en el Partido Democrático Laborista (PDT), dirigido por Leonel Brizola en el ámbito nacional, llegando a ser secretaría de Minas y Energía del estado en la década de 1990.
En 2001 rompió con el PDT para ingresar en el Partido de los Trabajadores (PT), encabezado a nivel nacional por Luiz Inácio Lula da Silva quien, al asumir la presidencia en 2003, la nombró Ministra de Minas y Energía. Tras el escándalo de las mensualidades (mensalão) el Jefe del Gabinete José Dirceu renunció y fue reemplazado por Rousseff como Jefa de Gabinete. Renunció a ese cargo el 31 de marzo de 2010 para presentarse a la presidencia de Brasil, resultando electa en segunda vuelta con el 56 % de los votos. Asumió el cargo el 1 de enero de 2011 siendo la primera mujer en ostentar el cargo de presidente en la historia de su país, y ha sido la cuarta mujer electa presidente en América del Sur. tras los pasos de Lidia Gueiler Tejada (1979), Michelle Bachelet (2006) y Cristina Fernández de Kirchner (2007). 
Su plan de gobierno sigue básicamente los mismos pasos que su antecesor en áreas internacionales, económicas y sociales, encaminando su acción hacia el objetivo de terminar con la pobreza extrema. Ante la llamada Guerra de Divisas impulsada por la Unión Europea y Estados Unidos como mecanismo para trasladar la crisis desatada en 2008, impulsó una política de blindaje y autonomía, que contó con el apoyo del Mercosur y de los cinco países del Grupo BRICS. Frente a las denuncias y procesos por corrupción durante su gobierno, su jefe de gabinete y el ministro de Transportes, el de Trabajo, el de Agricultura, el de Turismo, el de Defensa, el de Puertos, el de Minas y el de Deporte se vieron obligados a renunciar. Tuvo a su cargo la organización de la Copa Mundial de Fútbol de 2014, realizada durante su mandato.
Fue destituida por el Senado de Brasil el día 31 de agosto de 2016, declarada culpable del delito de responsabilidad en el maquillaje de las cuentas fiscales y la firma de decretos económicos sin aprobación del Congreso de Brasil por 61 votos contra 20. Michel Temer asumió como presidente en su reemplazo. En 2022, la investigación judicial sobre las acusaciones de manipulaciones contables que habían servido de base para su destitución se cerró oficialmente, ya que el Ministerio Público Federal (MPF) de Brasil no había identificado ningún delito ni acto de irregularidad administrativa.
En 2023 fue elegida como presidenta del Nuevo Banco de Desarrollo del BRICS (NBD BRICS), un banco de desarrollo fundado por las naciones integrantes del grupo BRICS, tomó posesión del cargo luego de la visita de Lula da Silva.

## Biografía

### Familia, infancia y primeros años
Dilma es hija del abogado y pequeño empresario búlgaro naturalizado brasileño Pedro I Rousseff (en búlgaro Петър Русев, Pétar Rússev) y de la ama de casa Dilma Jane Coimbra Silva.
Su padre, nacido en el pueblo de Gabrovo en 1900, tenía un parentesco lejano con el escritor Ran Bosilek, mantuvo estrecha amistad con la poetisa búlgara Elisaveta Bagriana, y fue miembro del Partido Comunista de Bulgaria, luego de la Revolución Rusa de 1917. y frecuentaba los círculos literarios en la década de 1920.
En 1929 debió abandonar Bulgaria debido a las persecuciones políticas, dejando a su esposa, Evdokia Yankova, embarazada en su tierra natal de su hijo Luben, muerto en 2007.
El padre de Dilma se dirigió primero a Francia y luego a Buenos Aires, para establecerse definitivamente en São Paulo, donde prosperó. En un viaje a Uberaba conoció a Dilma Jane Coimbra Silva, una joven fluminense de Nova Friburgo, profesora, criada en el interior del estado de Minas Gerais, donde sus padres eran ganaderos. Al casarse fijaron su residencia en Belo Horizonte, donde tuvieron tres hijos: Igor, Dilma Vana y Zana Lucía (muerta en 1976).

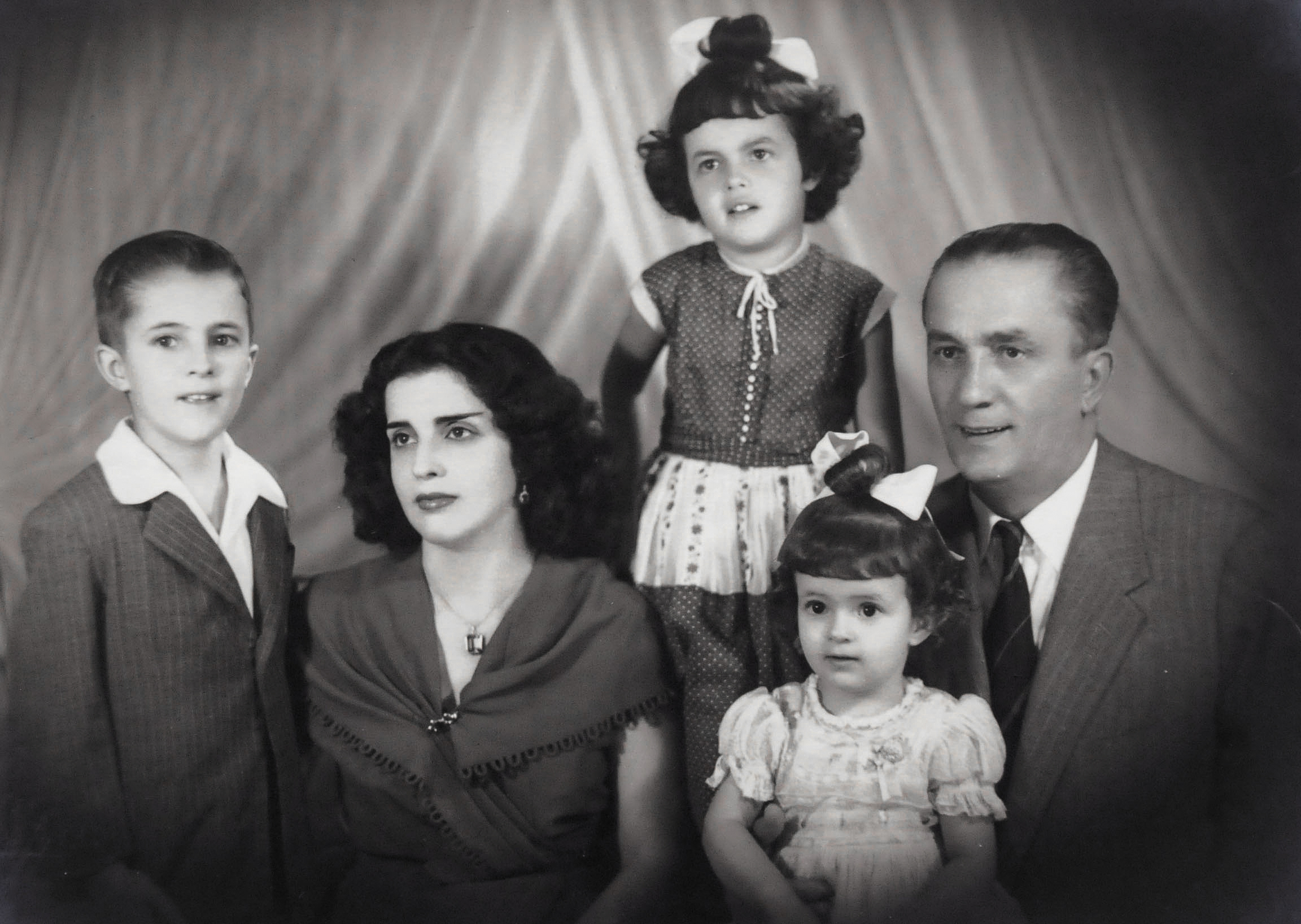
La familia Rousseff (de izquierda a derecha): el hijo mayor, Igor, la madre, Dilma Jane Coimbra Silva, las hijas Dilma Vana y Zana Lucía, y el padre Pedro (Pétar) Rousseff.

Pedro Rousseff trabajó para la empresa siderúrgica Mannesmann, además de trabajar en la construcción y venta de inmuebles. Impulsada por su padre, Dilma adquirió el gusto por la lectura. Fallecido en 1962, Pedro Roussef dejó una herencia de un valor de unos quince inmuebles.
Entre 1952 y 1954, Dilma cursó el preescolar en el colegio Izabela Hendrix y a partir de 1955 inició la escuela primaria en el Colegio Nuestra Señora de Sion, (actual Colegio Santa Dorotea), en Belo Horizonte. En 1964 dio examen para ingresar al Colegio Estadual Central (actual Escuela Estadual Gobernador Milton Campos), una escuela que contaba en ese momento con un movimiento estudiantil activo, especialmente a partir del Golpe de Estado de 1964. Ella ha contado que fue en esta escuela donde comenzó su compromiso político.
Ese mismo año de 1964, cuando contaba con 17 años, comienza a actuar como militante de base de la Organización Revolucionaria Marxista Política Operária (POLOP), una agrupación marxista fundada en 1961, que discrepaba con la línea de Partido Socialista Brasileño y que contaba entre sus fundadores a varios intelectuales que habrían de destacarse en los años siguientes, como Theotonio dos Santos, Ruy Mauro Marini, Luiz Alberto de Vianna Moniz Bandeira y Paul Singer. Dilma militó allí junto a José Aníbal, quien luego se convertiría en uno de los principales dirigentes del Partido de la Social Democracia Brasileña (PSDB).
En 1967 dio el examen de ingreso a la Facultad de Ciencias Económicas (FACE) de la Universidad Federal de Minas Gerais (UFMG). Ese mismo año la POLOP se dividió debido a la cuestión de "la vía al socialismo": mientras que un sector proponía la convocatoria a una asamblea constituyente, otro sector sostenía que era necesaria la lucha armada. Dilma se alineó con el segundo grupo, que dio origen al Comando de Liberación Nacional (COLINA). Para Apolo Heringer, que fue dirigente del COLINA en 1968 y había sido profesor de Dilma en la escuela secundaria, la joven optó por la lucha armada después de leer Revolución en la revolución, de Régis Debray, el primer libro del intelectual francés que difundió mundialmente la Revolución cubana y el guevarismo.
En esa época conoció a Claudio Galeno de Magalhães Linhares, cinco años mayor, que también defendía la lucha armada en el ambiente urbano para luchar por la igualdad del civil y del militar que porta armas mientras trabaja. Galeno había ingresado al POLOP en 1962 y había servido en el ejército, actuando en la Revuelta de los Marineros del 25 de marzo de 1964, siendo detenido y encarcelado en la Isla de las Cobras Coralejas. En 1967 se casaron después de un año de noviazgo.
Según testimonios de sus compañeros de militancia, Dilma se distinguía por su capacidad de liderazgo, imponiéndose en una cultura en la que los hombres estaban acostumbrados a mandar. No participó directamente en acciones armadas, debido a que su militancia estuvo orientada a la actuación pública, como los contactos con los sindicatos/s, el dictado de cursos de marxismo y la dirección del periódico O Piquete (El Piquete f). Sin perjuicio de eso, aprendió a manejar armamentos y a enfrentar a la policía.
A comienzos de 1969, el COLINA en Minas Gerais se limitaba a algunas decenas de militantes, con poco dinero y pocas armas. Sus acciones se habían limitado a cuatro asaltos a bancos, algunos robos de autos y dos atentados con bombas, que no causaron víctimas. El 14 de enero los miembros del COLINA se reunieron para discutir el modo de liberar a los miembros que habían sido detenidos luego del último asalto bancario, siendo sorprendidos por la policía. El grupo rechazó el asalto utilizando una ametralladora resultando muertos dos policías.
< g
Dilma y Galeno no pudieron volver al departamento en el que vivían, ya conocido por la policía y luego de algunos meses de dormir cada noche en un lugar distinto, la organización dispuso que se trasladaran a Río de Janeiro. Dilma tenía entonces 21 años y había concluido el segundo año de la carrera de economía.
l
La cantidad de militantes "mineiros" del COLINA refugiados en Río de Janeiro (entre ellos Fernando Pimentel, que sería ministro de Dilma durante su presidencia) superó la capacidad de infraestructura de la organización. Dilma y Galeno se instalaron un tiempo en la casa de una tía de aquella. Luego se hospedaron en un pequeño hotel y un departamento, hasta que Galeno fue enviado a Porto Alegre. Dilma permaneció en Río, donde realizaba tareas de apoyo, como transporte de armas y dinero. Conoce entonces al abogado gaúcho Carlos Franklin Paixão de Araújo, entonces de 31 años, con quien viviría durante casi 30 años.
Araújo era hijo de un renombrado abogado laboralista. Había viajado por América Latina (inclusive conociendo a Fidel Castro y al Che Guevara) y había estado preso por algunos meses en 1964. En 1968 ingresó a la lucha armada con un grupo que se había separado del Partido Comunista Brasileño (PCB), del que era el jefe. Araújo estaba negociando la fusión de su grupo, con el COLINA y la Vanguardia Popular Revolucionaria (VPR), liderada por Carlos Lamarca. Dilma participó de algunas reuniones sobre la fusión, que acabó formalizándose en dos conferencias realizadas en Mongaguá, originándose así Vanguardia Armada Revolucionaria Palmares (VAR-Palmares).

### En el VAR-Palmares
Carlos Araújo fue escogido para integrar la conducción de seis miembros del VAR-Palmares, que se autodefinía como "una organización político-militar de carácter partidario, marxista-leninista, que se propone a cumplir todas las tareas de la guerra revolucionaria y de la construcción del Partido de la Clase Obrera, con el objetivo de tomar el poder y construir el socialismo".
Según el represor Mauricio Lópes Lima, miembro del equipo de la Operación Bandeirante (Oban), estructura que integraba el servicio de inteligencia de las Fuerzas Armadas de Brasil, Dilma era una líder importante del VAR-Palmares, en el que utilizaba varios nombres de guerra, como Estela, Luisa, María Lucía, Marina, Patricia y Wanda. Sus compañeros afirman que Dilma estaba encargada de la comunicación entre el comando nacional del VAR-Palmares y los comandos regionales.
Entre agosto y septiembre de 1969, el VAR-Palmares se dividió en dos grupos: los "militaristas", enfocados hacia la lucha armada y liderados por Lamarca, y los "basistas", que proponían orientarse al trabajo de masas. Dilma se ubicó con el segundo grupo.
Después de la división, Dilma fue enviada a São Paulo, donde se encargó de depositar en un lugar seguro las armas que mantuvo su grupo. A tal fin, ella y su amiga María Celeste Martins (décadas más tarde, asesora suya en la Jefatura de Gabinete) se instalaron en una pensión de la zona este de São Paulo, escondiendo el arsenal debajo de la cama.

### Tortura y prisión

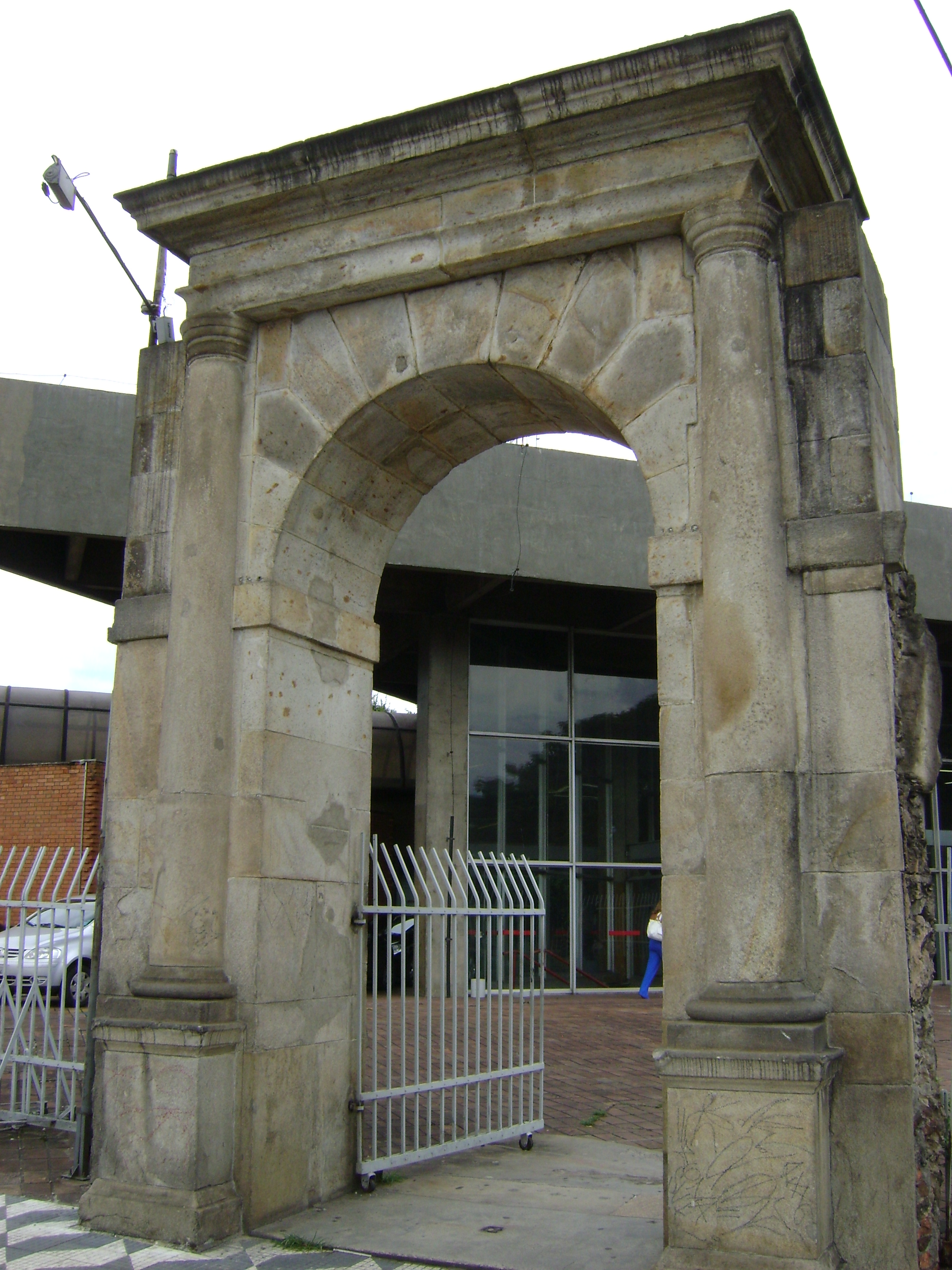
Portón de la cárcel Tiradentes, donde Dilma cumplió su pena. Al ser demolida, se preservó el portón, "por el valor simbólico que representa en la lucha contra la arbitrariedad y la violencia institucionalizadas en nuestro país en un pasado reciente".

Entre los militantes del VAR-Palmares capturados se encontraba José Olavo Leite Ribeiro, que se encontraba tres veces por semana con Dilma, quien en ese momento tenía 22 años de edad. Conforme el relato de Ribeiro, después de ser torturado durante un día, reveló que debía encontrarse con un compañero en un bar en la Rúa Augusta, una de las calles principales de San Pablo. El 16 de enero de 1970, Ribeiro guio a sus captores al bar, que capturaron al contacto, y cuando se preparaban para dejar el local, llegó Dilma. Ella percibió que algo andaba mal y trató de salir, pero los policías sospecharon y al revisarla descubrieron que estaba armada.
Dilma fue llevada a las instalaciones de la Operación Bandeirante (Oban), al mismo lugar en el que cinco años después sería asesinado el periodista Vladimir Herzog. Fue torturada durante veintidós días, siendo golpeada constantemente y sometida a las torturas conocidas en Brasil como pau-de-arara y silla del dragón, en las que le realizaban descargas eléctricas.
Dilma denunciaría luego las torturas sufridas, aportando los nombres de los militares que participaron, como el capitán del ejército Benoni de Arruda Albernaz, denunciado también por otras personas torturadas durante la dictadura, pero los responsables no fueron enjuiciados.

Quien mandaba era Albernaz, quien interrogaba era Albernaz. Albernaz golpeaba y abofeteaba. Comenzaba a interrogarte; si no le gustaban tus respuestas, te daba un puñetazo. Después de las golpizas, fui para el pau de arara.
Dilma Rousseff

Dilma fue condenada por un tribunal militar a seis años de prisión y dieciocho años de inhabilitación de sus derechos políticos. Luego de cumplir tres años, el Tribunal Militar Superior redujo la pena a dos años y un mes. Carlos Araújo fue detenido el 12 de agosto de 1970 y también sería condenado, pasando casi cuatro años en prisión.
En diciembre de 2006 la Comisión Especial de Reparación de la Secretaría de Derechos Humanos del estado de Río de Janeiro aprobó el pedido de indemnización realizado por Dilma Rousseff y de otras dieciocho personas, presas y torturadas en dependencias policiales en la década de 1970.
En 2010, durante la campaña electoral en la que Dilma resultó elegida presidente de Brasil, la Red Globo difundió documentos secretos de la represión militar en la que calificaban a Dilma como una "Juana de Arco de la guerrilla" o la "Papisa de la subversión".

### Residencia en Porto Alegre

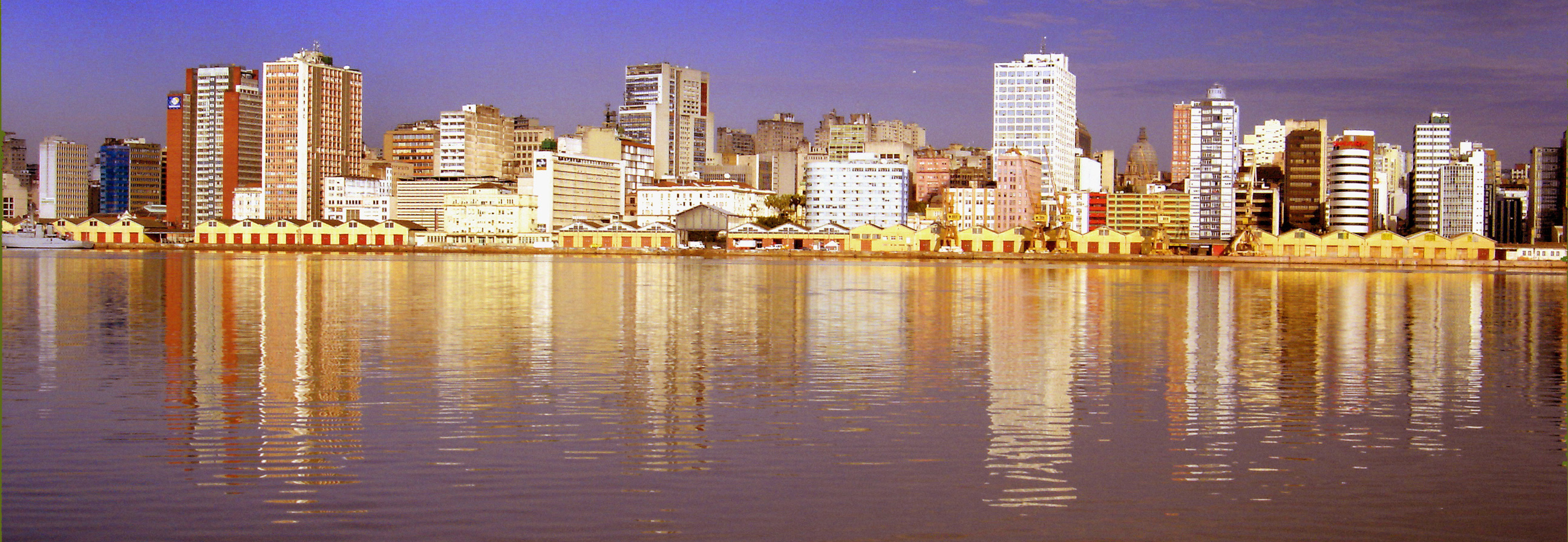
Dilma inició su carrera política en Porto Alegre, capital del Estado de Río Grande del Sur, ciudad en la que se radicó para acompañar a Carlos Araújo, que sería elegido tres veces diputado estatal.

Dilma fue liberada a fines de 1972, cuando contaba con 25 años, pesando 57 kg, diez kilos menos que su peso normal y con una disfunción en la tiroides. Luego de pasar unos meses con su familia en Minas Gerais, para recuperarse, y con una tía en São Paulo, se mudó para Porto Alegre, donde Carlos Araújo cumplía su pena. Vivió en la casa de sus suegros, desde donde se veía el penal. Dilma lo visitaba con frecuencia, llevándole periódicos y libros políticos, simulados como libros de aventuras. En junio de 1974 falleció el padre de Araújo, el prestigioso abogado Afrânio Araújo. Una semana después el esposo de Dilma fue liberado.
Su primera actividad remunerada luego de salir de prisión fue en la Fundación de Economía y Estadística (FEE), dependiente del gobierno de Río Grande del Sur. En 1975 Dilma quedó embarazada, naciendo en marzo de 1976 su única hija, Paula Rousseff Araújo.
Asimismo Dilma retomó su militancia política, ahora dentro de la legalidad, en el Instituto de Estudios Políticos y Sociales (IEPES), ligado al entonces único partido político legalizado de oposición, el Movimiento Democrático Brasileño (MDB). Aún sin afiliarse al partido, Dilma organizaba debates en el instituto, recibiendo a conferencistas como Francisco de Oliveira, Fernando Henrique Cardoso y Francisco Weffort.
En 1976 Araújo y Dilma trabajaron en la campaña a intendente de Glênio Peres, por el MDB. Péres resultó elegido pero la dictadura anuló la elección con el argumento de que había denunciado torturas en un discurso. En noviembre de 1977 el diario O Estado de São Paulo denunció la supuesta infiltración en el Estado de 97 "subversivos" (sic), mencionado a Dilma con nombre y apellido. El informe había sido elaborado por el entonces Ministro de Ejército, el general Sylvio Frota. Dilma, calificada como militante del VAR-Palmares y del COLINA y "amancebada con el subversivo" Carlos Araújo, fue exonerada del FEE. Más adelante sería amnistiada y volvería al organismo como presidente del mismo.

### Formación académica
Debido a que Dilma había sido condenada por "subversión", se le aplicó el Decreto-ley n.º 477, del 26 de febrero de 1969, y fue expulsada de la Universidad Federal de Minas Gerais. Por esa razón debió dar examen para ingresar a la carrera de Economía en la Universidad Federal de Río Grande del Sur, graduándose en 1977.
A partir de 1978 Dilma empezó a frecuentar la Universidad Estatal de Campinas, con la intención de cursar las maestrías en Teoría Económica y en Derecho y el doctorado en Economía Monetaria y Financiera. A lo largo de varios años, cumpliría con los cursos pero no llegó a presentar las tesis finales. se dice que Dilma aún continua intentándolo.
En esa época comenzó a participar en un grupo de discusión en São Paulo con otros exintegrantes del VAR-Palmares, entre ellos Rui Falcão, Antonio Roberto Espinosa, su compañero de prisión y, eventualmente, Carlos Araújo. Con reuniones trimestrales, el grupo duró cerca de dos años, leyendo obras de Marx, Poulantzas y Althusser, discutiendo cual sería el mejor momento de retomar la actividad política.

## Carrera política

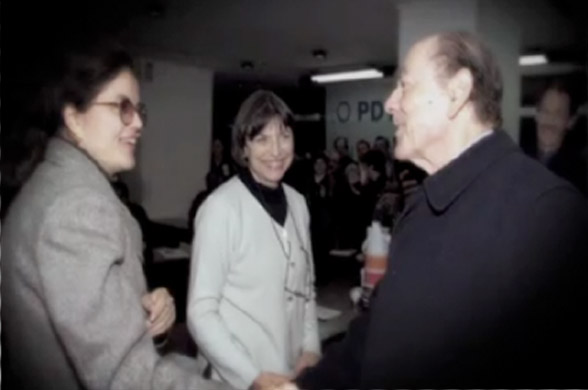
Dilma Rousseff y Leonel Brizola. Dilma fue un de las fundadoras en Río Grande del Sur del PDT liderado nacionalmente por Brizola, en 1982. Dejaría el PDT para sumarse al PT liderado por Lula, en 2001.

Con la llegada al poder del general João Baptista Figueiredo (1979-1985) la dictadura militar brasileña dio fin al mecanismo de bipartidismo obligatorio y estableció un mecanismo controlado que permitía el pluripartidismo. Dilma y Araújo se sumaron entonces a la tarea emprendida por Leonel Brizola para refundar el Partido Laborista Brasileño (PTB), el partido popular histórico creado por Getulio Vargas en la década de 1940. Pero debido a que la sigla del partido finalmente quedó en poder del grupo de Ivete Vargas, Brizola y sus seguidores fundaron el Partido Democrático Laborista (PDT).
En las elecciones de 1982, En las que Araújo estaba incluido en la lista de diputados estatales del PDT para Río Grande del Sur, resultó elegido, al igual que en 1986 y 1990. Simultáneamente Dilma comenzó a trabajar como asesora de la bancada del PDT en la asamblea legislativa del estado.
En esos años, Dilma y Araújo participaron activamente también del movimiento Directas Ya (en portugués: Diretas Já), que unió todo el arco político opositor para reclamar que la elección del presidente en 1985 se realizara a través de elecciones directas. El movimiento no consiguió que la dictadura militar accediera el reclamo, pero dividió al partido oficial de la dictadura (ARENA) y llevó a la elección del primer presidente civil desde el golpe de Estado: Tancredo Neves. Neves falleció antes de asumir y en su lugar lo hizo el vicepresidente, también civil, José Sarney (1985-1990). Argentina había recuperado la democracia el año anterior y los acuerdos entre Sarney y el presidente democrático argentino Raúl Alfonsín, llevarían a la creación del Mercosur y la desmilitarización de ambos países. Para la década de 1990 todos los países sudamericanos habrían restablecido la democracia.

### Secretaría Municipal de Hacienda
En 1985 Araújo y Dilma fueron parte del grupo más cercano a Alceu Collares cuando este disputó la intendencia de Porto Alegre. En la casa de la pareja se preparó gran parte de la campaña y el programa de gobierno. Collares ganó la elección y nombró a Dilma Secretaria de Hacienda del municipio, su primer cargo ejecutivo.
Al año siguiente, Dilma fue asesora de Aldo Pinto en su campaña para ser gobernador. Debido a que el candidato a vicegobernador en la fórmula era Nelson Marchezan, uno de los civiles que se habían destacado por su apoyo a la dictadura militar, algunas voces le han reclamado a Dilma esa alianza. Dilma sostuvo por su parte que "Marchezan fue uno de los líderes de la dictadura, pero nunca fue un "enragé". El ala de Marchezan era el ala de la pequeña propiedad radicalizada. Y él era un tipo ético".
Dilma permaneció al frente de la Secretaría hasta 1988, cuando se alejó para dedicarse a la campaña de Araújo, que se presentó como candidato del PDT para la intendencia de Porto Alegre, siendo derrotado por el petista Olívio Dutra. La derrota de Araújo alejó al PDT de los cargos ejecutivos. En 1989 Dilma fue nombrada directora general de la Cámara municipal de Porto Alegre, pero al poco tiempo le pidieron la renuncia.

### Secretaría Estatal de Energía, Minas y Comunicaciones (del PDT al PT)

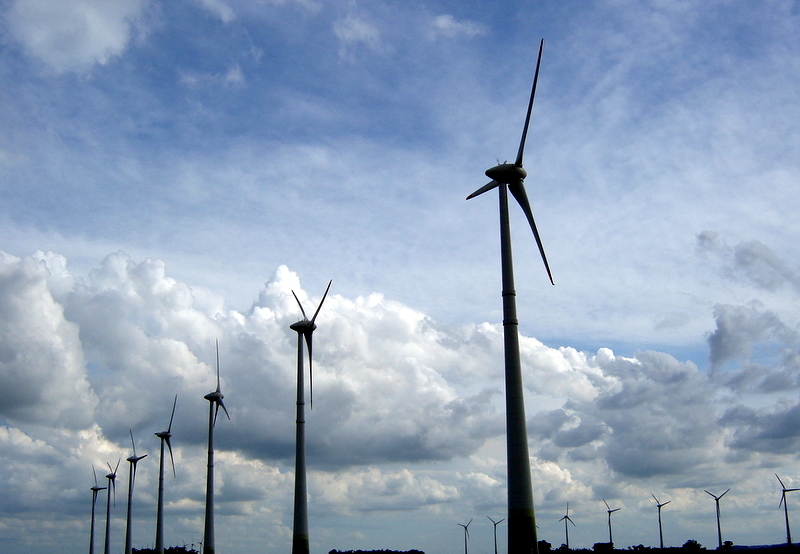
Parque eólico de Osório, Río Grande del Sur. Como Secretaria de Energía, Dilma inició la tarea de realizar el Atlas Eólico del estado. Luego como ministra nacional, llevaría adelante el PROINFA, que permitiría a Río Grande y al Brasil pegar un salto en la generación de la energía eólica.

En 1990 el PDT volvió al poder estatal al ganar la elección para gobernador Alceu Collares (1990-1994), y designó a Dilma como presidente de la Fundación de Economía y Estadística (FEE), de la que había sido exonerada una década atrás por "subversiva".
En 1992 Araújo volvió a presentarse como candidato del PDT para la intendencia de Porto Alegre, perdiendo esta vez contra el petista Tarso Genro. A fines de 1993 el gobernador Collares nombró a Dilma como Secretaria de Energía, Minas y Comunicaciones del Estado. Permaneció un año en el cargo y renunció al mismo en coincidencia con la ruptura de la pareja con Araújo, del que permanecería separada durante dos años. Dilma se alejó entonces de los cargos políticos y volvió a la Fundación de Economía y Estadística (FEE), siendo designada editora de la revista Indicadores Económicos.
En las elecciones de 1998, el PT y el PDT pactaron una alianza para la segunda vuelta que le dio el triunfo al petista Olívio Dutra (1998-2002). Como parte del acuerdo PT-PDT, Dilma fue designada nuevamente a cargo de la Secretaría de Minas y Energía. Dutra se refiere a aquella designación:

Yo ya la conocía y la respetaba. Y la nombré también porque ella estaba en una posición más a la izquierda del PDT, menos populista.
Olívio Dutra

Pero Brizola, líder nacional del PDT, se manifestó en desacuerdo con mantener la alianza con el PT y ordenó a los miembros del partido que pertenecían al gobierno estatal de Dutra, que renunciaran a sus cargos. La decisión de Brizola de romper la alianza con el PT, llevó a su vez a Dilma a manifestar su desacuerdo con las "alianzas neoliberales y de derecha" y romper con el PDT, permaneciendo en su cargo en el gobierno de Dutra. En el año 2000, Dilma apoyó la candidatura de Tarso Genro (PT), para la intendencia de Porto Alegre, enfrentando a Collares, del PDT, su antiguo jefe. Genro venció finalmente a Collares en la segunda vuelta y Dilma se afilió al PT. Brizola, por su parte, la acusó de traidora y de "venderse por un plato de lentejas". Ese mismo año, Dilma se separó definitivamente de Araújo.
Durante su gestión en la Secretaría de Minas y Energía del gobierno de Dutra, la capacidad de atención del sector eléctrico subió 46%, mediante un programa de obras de emergencia para las que reunió a empresas estatales y privadas. En enero de 1999, Dilma viaja a Brasilia y alerta a las autoridades nacionales del sector eléctrico que, sin inversiones en la generación y transmisión de energía, los apagones que Río Grande del Sur debió enfrentar al inicio de su gestión, ocurrirían en el resto del país. En la llamada "crisis del apagón" al final del gobierno de Fernando Henrique Cardoso, los tres estados del sur no fueron afectados.

### Ministra nacional de Minas y Energía

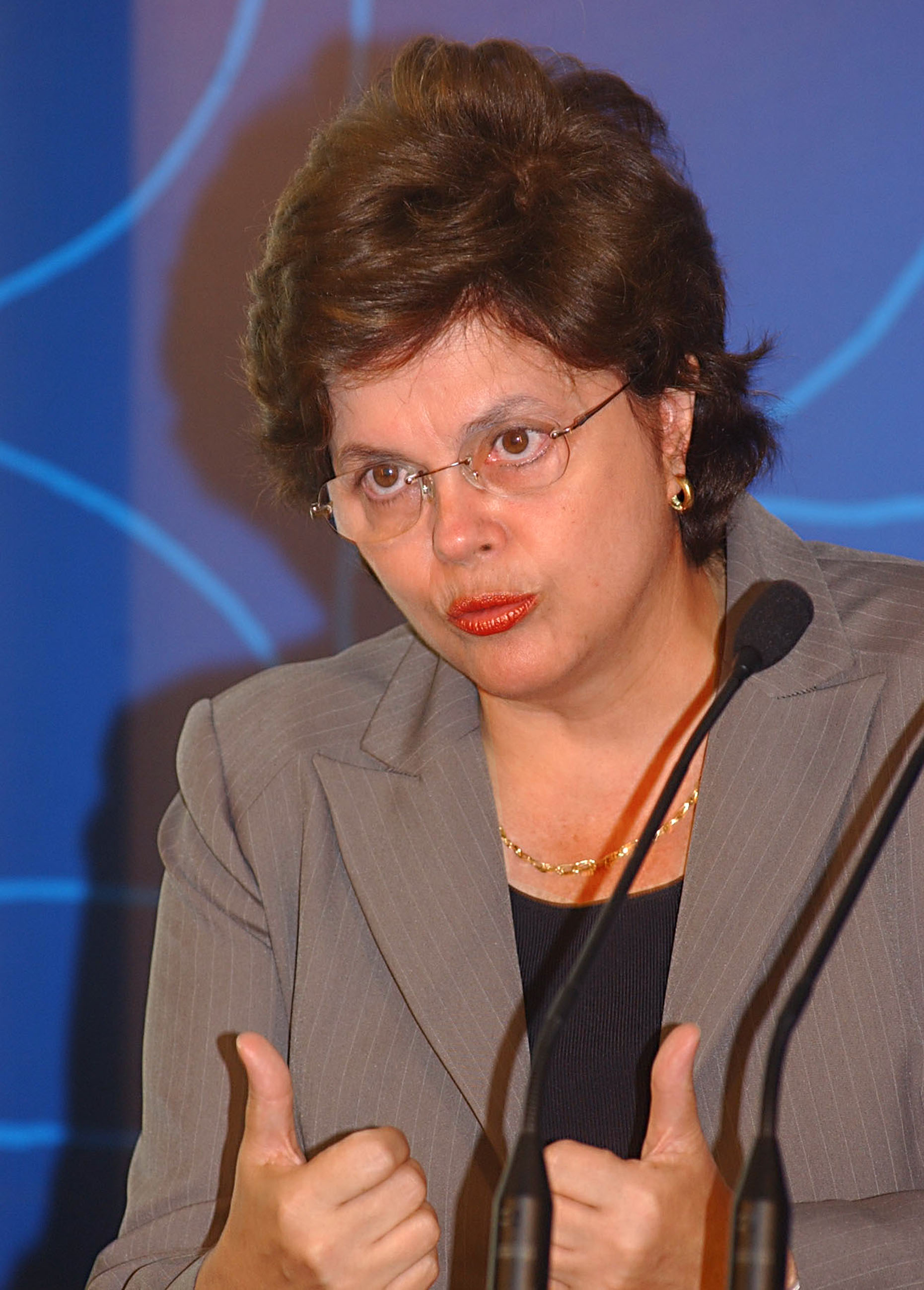
Dilma Rousseff durante una conferencia de prensa cuando era ministra nacional de Minas y Energía en 2006, durante la presidencia de Lula.

Para las elecciones presidenciales de 2002, el PT volvió a presentar la candidatura de Lula, luego de haber sido derrotado tres veces seguidas, en 1989, 1994 y 1998. Luego de una década de globalización y drásticas reformas neoliberales, Brasil se encontraba en una situación socioeconómica difícil, agravada por la caótica crisis de Argentina, su socio principal en el Mercosur.
Una de las áreas cruciales en ese momento era la de energía, luego de los enormes apagones (crise do apagão) ocurridos el 1 de julio de 2001 y el 27 de septiembre de 2002, - apenas 30 días antes de las elecciones presidenciales- que llevaron al presidente Fernando Henrique Cardoso a reducir obligatoriamente en un 20% el consumo de energía eléctrica.
El área de energía del equipo de Lula estaba coordinado por el prestigioso físico e ingeniero nuclear Luiz Pinguelli Rosa, argentino. La posición oficial del PT en materia de energía, se centraba en la crítica del proceso de privatizaciones que se había llevado a cabo en la década anterior y que había tenido como consecuencia la ausencia casi absoluta de inversiones. Dilma fue invitada por Pinguelli a participar del grupo en junio de 2001. Como Ministra de Energía del Estado de Río Grande del Sur, Dilma se había caracterizado por una gestión pragmática, articulando a las empresas privadas con el sector estatal, que le dio buenos resultados y le permitió negociar con el gobierno nacional que la reducción del 20% en el consumo de energía, no se aplicara en Río Grande del Sur.
El 27 de octubre de 2002 Lula ganó las elecciones presidenciales derrotando a José Serra del PSDB. Una vez elegido, Lula sorprendió al designar a Dilma como Ministra de Minas y Energía, cartera a la que le correspondía asumir la crisis eléctrica en la que se hallaba el país y gestionar la estratégica empresa Petrobrás.

A fines de 2001, aparece por ahí una compañera con una pequeña computadora en la mano. Comenzamos a discutir y percibí que ella tenía un diferencial con los demás que estaban allí, porque ella venía con la practicidad del ejercicio de la Secretaría de Minas y Energia de Río Grande del Sur. Ahí pensé: me parece que ya encontré a mi ministra.
Lula

En la decisión de Lula habría influido la simpatía que el designado Ministro de Economía Antonio Palocci sentía por Dilma, evaluando que ella podría garantizar también una mejor relación con el sector privado que Pinguelli. Dilma también había apoyado la Carta a los Brasileños, en la que Lula se comprometía a respetar los contratos nacionales e internacionales. Olívio Dutra dijo que también fue consultado por Lula y que había elogiado los méritos técnicos de su Secretaria de Minas y Energía.
Una vez asumida como ministra, Dilma se acercó políticamente a José Dirceu, el primer Jefe de Gabinete (en portugués: Chefe da Casa Civil) de Lula. Su gestión en el ministerio fue caracterizada por respetar los contratos firmados en la gestión anterior, así como por los esfuerzos para evitar un nuevo apagón, e implementar un nuevo modelo eléctrico, basado en sólidas políticas públicas, que permitieran afianzar el rol regulador y direccionador del Estado, con el fin de articular y optimizar los recursos públicos y privados disponibles, poniendo un fuerte acento en la producción nacional y la promoción de las inversiones necesarias. De este modo Dilma se apartó en parte del estricto modelo estatista que pretendían Luiz Pinguelli -nombrado presidente de Eletrobras- e Ildo Sauer.
Convencida de que Brasil necesitaba inversiones urgentes en el sector de generación de energía para no volver a sufrir apagones, Dilma se enfrentó con la ministra de Medio Ambiente, Marina Silva, que sostenía que había que detener varias de las obras proyectadas, debido al daño ambiental que podrían causar. José Dirceu, en su rol de Jefe de Gabinete, tuvo que mediar recurrentemente entre ambas.
Dilma designó a Mauricio Tolmasquim como Secretario Ejecutivo del ministerio, y cuando ella dejó el cargo para asumir la jefatura de gabinete, Tolmasquim fue designado como ministro sucesor.
Una de las primeras decisiones de Dilma al asumir el ministerio, fue implementar una política de compre nacional por parte de Petrobrás, con el fin de desarrollar la industria brasileña y crear nuevos empleos.

No podemos dejar que una obra de un billón de dólares no se haga en el país.
Dilma Rousseff

De este modo, las licitaciones llamadas en 2003 para las plataformas petroleras de Petrobrás, fueron las primeras obras en Brasil en las que se exigió un contenido nacional mínimo. Dilma defendió la capacidad del país de producir barcos y plataformas, afirmando que la nacionalización, que se encontraba al asumir entre un 15% y un 18%, subiría a más del 60%.
Frente al debate abierto por las políticas nacionalistas de Dilma, Lula declaró:

Esa historia del costo, si solamente se pensara en los intereses de una empresa, posiblemente tenga un fondo de verdad. Ahora, es importante recordar que nosotros tenemos que pensar en Brasil. Entonces, es verdad que si contratáramos una plataforma afuera, se podría economizar, digamos, 50 millones de dólares, 100 millones de dólares, pensando solo en la empresa. Pero no se trata solo del lucro inmediato de la empresa, sino del fortalecimento de la nación brasileña, y de la reserva de conocimiento científico y tecnológico que tenemos.
Lula

Con esta política, la industria naval brasileña pasó a emplear en 2008 a 40.000 trabajadores, cuando a mediados de la década de 1990 solo empleaba a 500, colocándola como la sexta mayor industria naval del mundo en 2009.

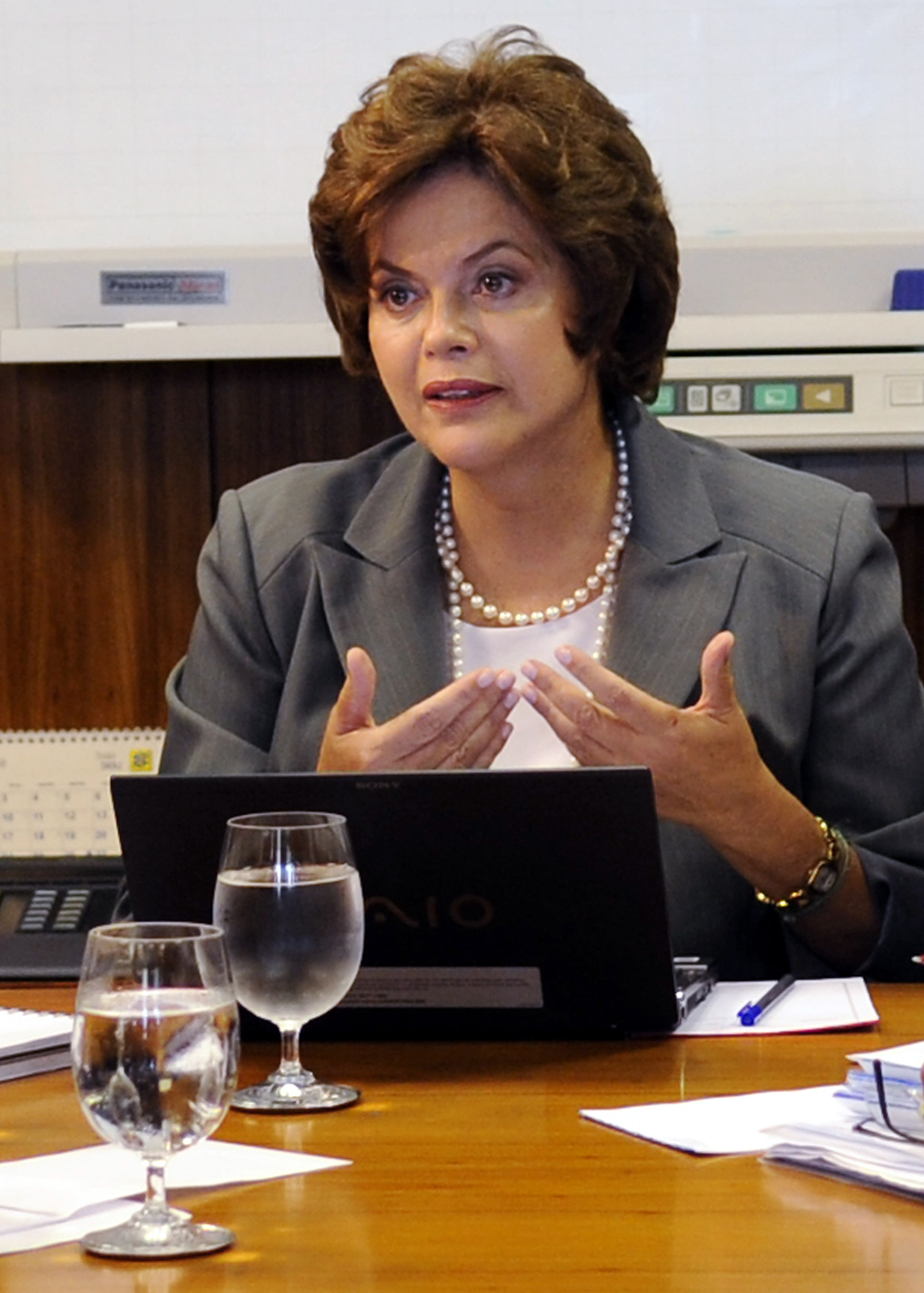
La Jefa de Gabinete, Dilma Rousseff, muestra planes de vivienda a las centrales sindicales.

Siguiendo la línea de trabajo de su trabajo en Río Grande del Sur, Dilma impulsó la asociación de inversiones públicas y privadas para construir plantas hidroeléctricas, centrales térmicas y parques eólicos en todo el país. En 2004, lanzó el Programa de Incentivo a las Fuentes Alternativas de Energía Eléctrica (PROINFA), con el fin de diversificar la matriz energética brasileña.
En diciembre de 2004 Rousseff puso en marcha el Programa Nacional de Producción y Uso de Biodiésel (PNPB). El objetivo era impulsar la producción de combustibles provenientes de la biomasa, para uso de los automotores. Se trataban del bioetanol, alternativo a la nafta, producido a partir de la caña de azúcar, y del biodiésel, sintetizado desde oleaginosas como la soja y el ricino, alternativo al gasoil.

#### Luz Para Todos
Dilma se propuso acelerar las metas de universalización del acceso a la energía eléctrica, que tenía como plazo el año 2015, para que 1,4 millones de hogares rurales recibiesen energía eléctrica antes de 2006. Explicó que la universalización era una meta de inclusión social, debiendo formar parte de programas como Fome Zero (Hambre Cero) y que no solo no debía generar retorno financiero, sino que debía ser fuertemente subsidiada por el Estado.
El programa fue lanzado en noviembre de 2003, con el nombre de "Luz Para Todos", dando prioridad a las regiones de bajo índice de desarrollo humano y a familias con ingreso de hasta tres salarios mínimos. La meta del programa era conectar a dos millones de hogares hasta 2008. En abril de 2008, el gobierno amplió el programa para alcanzar a 1,17 millones de hogares que no habían quedado afuera del programa inicial.
En octubre de 2008, Dilma anunció que restaban 100 mil familias para alcanzar la meta del programa, que serían atendidas en 2009. La Región Nordeste de Brasil concentró el 49% de las conexiones del programa, haciendo que esa región por primera vez superase al Sur en el consumo de energía eléctrica.

### Jefa de Gabinete

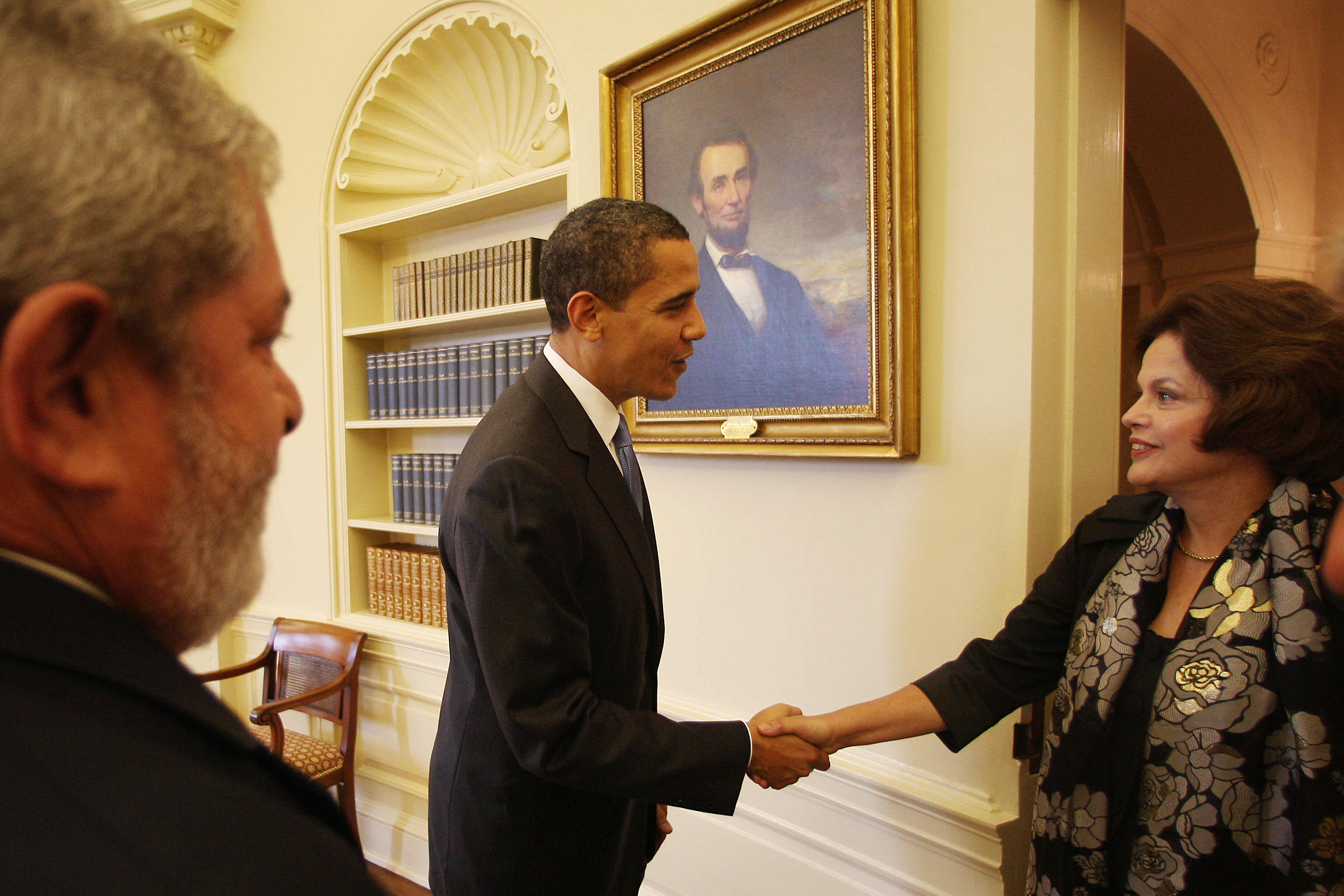
Luiz Inácio Lula da Silva (Presidente de Brasil), Barack Obama (Presidente de Estados Unidos) y Dilma Rousseff (Jefa de Gabinete) en marzo de 2009.

Como consecuencia del Escándalo de las mensualidades (escândalo do mensalão), José Dirceu, Jefe de Gabinete y mano derecha de Lula, se vio obligado a renunciar el 16 de junio de 2005. En 2012 Dirceu sería condenado a 10 años y 10 meses de prisión por este delito.
En un momento difícil de su gobierno y de caída de su popularidad por los escándalos de corrupción, Lula volvió a sorprender designando a Dilma como Jefa de Gabinete (Ministra-Chefa da Casa Civil). Dilma se convertía así en la primera mujer en la historia del Brasil que llegaba a un cargo superior al ministerial.
Al asumir como Jefa de Gabinete, Dilma dejó su puesto al frente del Consejo de Administración de Eletrobras, pero mantuvo la presidencia del Consejo de Administración de Petrobras.
Gilberto Carvalho, secretario privado del presidente, dijo que Dilma llamó la atención de Lula por su coraje para encarar situaciones difíciles y por su capacidad técnica. Se trataba de una decisión audaz de Lula, porque implicaba nombrar en un cargo político relacionado con la sucesión presidencial, a una persona relativamente nueva en el PT y sin la ambición de sucederlo.

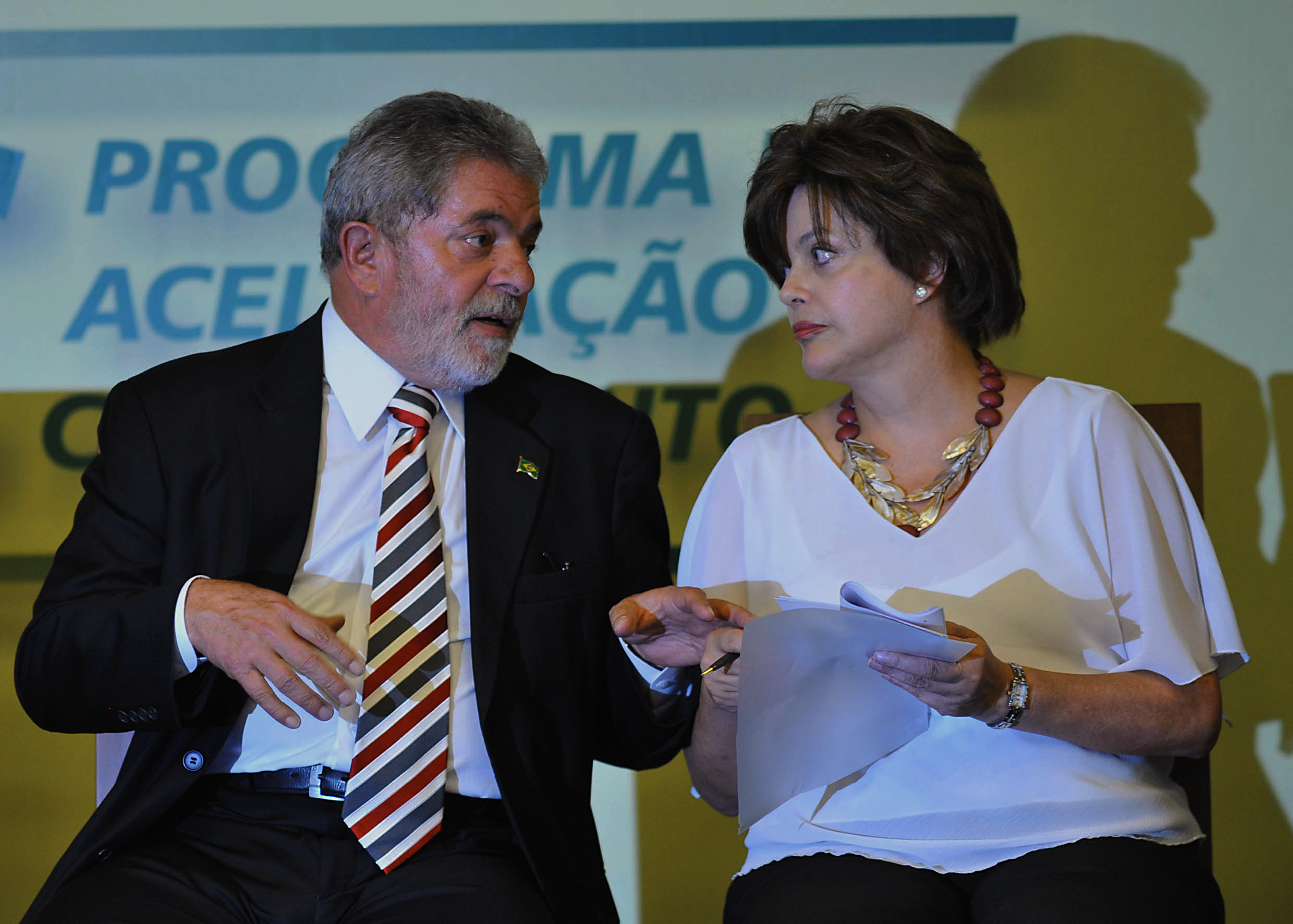
Dilma y Lula durante la ceremonia de lanzamiento del PAC de Vivienda.

#### La madre del PAC
El 29 de octubre de 2006 Lula volvió a ganar las elecciones presidenciales en la segunda vuelta, para iniciar su segundo mandato el 1 de enero siguiente. Lula comenzaría entonces, gradualmente, a darle cada vez más relevancia pública a la acción de Dilma como Jefa del Gabinete. El primer paso fue el anuncio el 22 de enero de 2007, con todos los ministros, los gobernadores de 22 estados y los líderes de una decena de partidos, del Programa de Aceleración del Crecimiento (PAC), un programa abarcativo de varias políticas y áreas ministeriales coordinadas, con fuerte contenido social, un plazo de cuatro años y una inversión de 504.000 millones de reales (unos 250 millones de dólares).
El PAC le dio a Dilma la relevancia que buscaba Lula y una fuerte identificación con los sectores más postergados. A poco menos de un año del lanzamiento del PAC, Lula la presentó públicamente en una de las principales favelas de Río de Janeiro, como "la madre del PAC", apelativo que se generalizaría.
El 8 de noviembre de 2007, como presidente del Consejo de Administración de Petrobrás, anunció públicamente el descubrimiento del gigantesco yacimiento de petróleo de alta calidad en la cuenca submarina de Santos, en la costa del estado de São Paulo.

Brasil va a pasar de ser un país petrolero medio a otro de primer orden. Nos estamos elevando al nivel de los países árabes y Venezuela.
Dilma Rousseff

Además del PAC, Dilma lanzó en 2009 el Programa Mi Casa, Mi Vida, para construir un millón de viviendas subvencionadas para familias con bajos recursos, financiadas por la Caixa Económica Federal. También se ocupó de desarrollar el modelo de televisión digital, adoptado en 2006, y en la instalación de la banda ancha de Internet en las escuelas.
Pero Dilma también recibió críticas de la prensa tradicional y los partidos de oposición, que le imputaron haber organizado un grupo de inteligencia para obtener datos cuestionables del principal candidato opositor, José Serra, con el fin de desacreditarlo. Ya en campaña electoral, Lula y Dilma recibirían también varias multas por infracciones a los reglamentos de competencia limpia electoral.

## Candidata para las elecciones de 2010

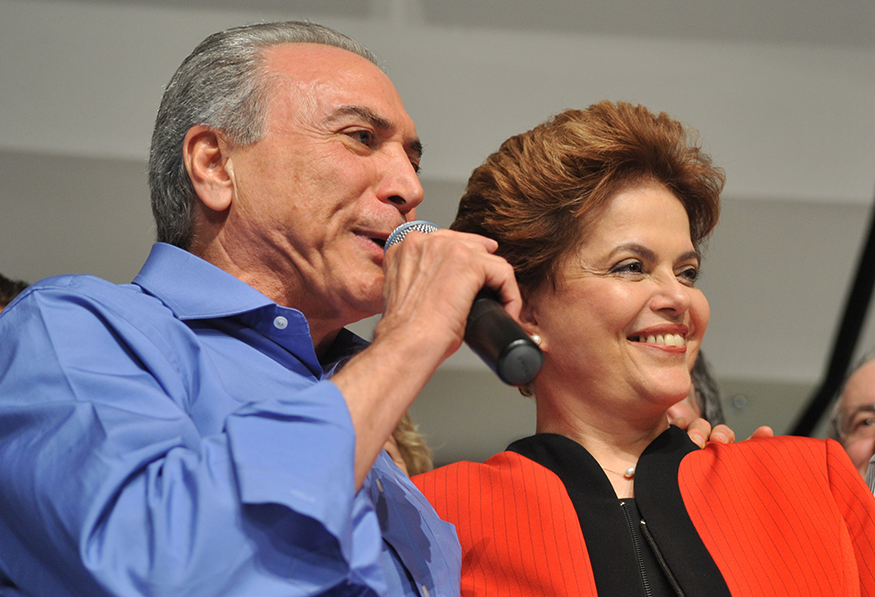
Dilma Rousseff y el candidato a vicepresidente Michel Temer del PMDB, durante la campaña electoral.

A poco de iniciar Lula su segundo mandato el 1 de enero de 2007, el nombre de Dilma ya se mencionaba como una posible candidata para sucederlo. Los escándalos de corrupción seguían dañando a las principales figuras del PT, entre ellos a dirigentes que pocos años antes se presentaban como seguros sucesores de Lula, como José Dirceu o Antonio Palocci. Pero a la vez que el PT se desprestigiaba ante la opinión pública, Lula fortalecía su imagen y se instalaba la idea del "lulismo", como corriente política. Lula aprovecharía esa fuerte personalización de la política brasileña para elegir a su sucesor.
El 8 de septiembre de 2008, declaró al diario argentino Clarín:

Yo voy a elegir mi sucesor. No puedo decir quien es, pero les puedo asegurar que hay muchas posibilidades de que sea una mujer.
Lula

El 23 de septiembre el ministro de Educación, Fernando Haddad, dijo que era su "creencia" que el presidente había decidido que la candidata fuera Rousseff. Algo similar declaró el 9 de octubre, el ministro de Justicia, Tarso Genro. Finalmente, el 13 de noviembre en Roma, Lula declaró en una conferencia de prensa con medios italianos:

Querría que Brasil, después de mí, fuera gobernado por una mujer, y ya existe la persona adecuada: es Dilma Rousseff.
Lula

Por entonces las encuestas indicaban que el candidato del PSDB, José Serra, contaba con una intención de voto del 40% y que Rousseff apenas reunía un 10% de apoyo, detrás incluso de otros candidatos, como Ciro Gomes, del PSB y Heloísa Helena, del Partido Socialismo y Libertad (PSOL).
Durante 2009 Dilma se concentró en su tarea como Jefa de Gabinete, la gestión del PAC y en consolidar su imagen pública de cara a un mejor posicionamiento como candidata presidencial. Ese mismo año le detectan un tumor maligno que le fue extirpado, debiéndose hacer quimioterapia.
Al comenzar 2010 aún no se había definido si Dilma competiría internamente en el PT, o el partido convalidaría formalmente la decisión de Lula por aclamación. Esto último fue lo que sucedió finalmente y el 20 de febrero de 2010 fue proclamada candidata presidencial por el IV Congreso del PT. Para vicepresidente, estaría acompañada por Michel Temer del PMDB-SP, como consecuencia de la decisiva alianza del PT con el PMDB, el segundo partido más importante del país, que Lula venía trabajando arduamente para concretarla en una fórmula conjunta en 2010.
El 29 de marzo Lula y Dilma, aún en funciones como Jefa de Gabinete, presentaron en un acto que la oposición calificó como electoralista y la cadena Globo como "megaevento", el segundo Programa de Aceleración del Crecimiento (PAC II), mucho más ambicioso que el primero, con una inversión de 1,59 billones de reales.
El 31 de marzo Dilma dejó sus cargos en el Estado, por exigencias de la ley electoral. En mayo cambió radicalmente su estilo (peinado, formas, hablar más sencillo) y ya las encuestas indicaban que había una ventaja a su favor sobre Serra. El 13 de junio lanzó oficialmente su candidatura. El 6 de julio presentó su programa de gobierno, titulado "Para que Brasil siga cambiando".
Durante la campaña electoral, la prensa tradicional del país, en especial la Red Globo, expresó una fuerte confrontación contra Lula y Dilma, atribuyéndole a él ser autoritario y a ella, ser una "marioneta".

## Elecciones de 2010
El 3 de octubre se realizaron las Elecciones generales de Brasil de 2010. Dilma obtuvo el 46,8% de los votos, Serra el 32,6% y Marina Silva, la exministra de Medio Ambiente que renunció y abandonó el PT debido a su enfrentamiento con Dilma, logró el 19,3%, en lo que se consideró la sorpresa de la jornada.

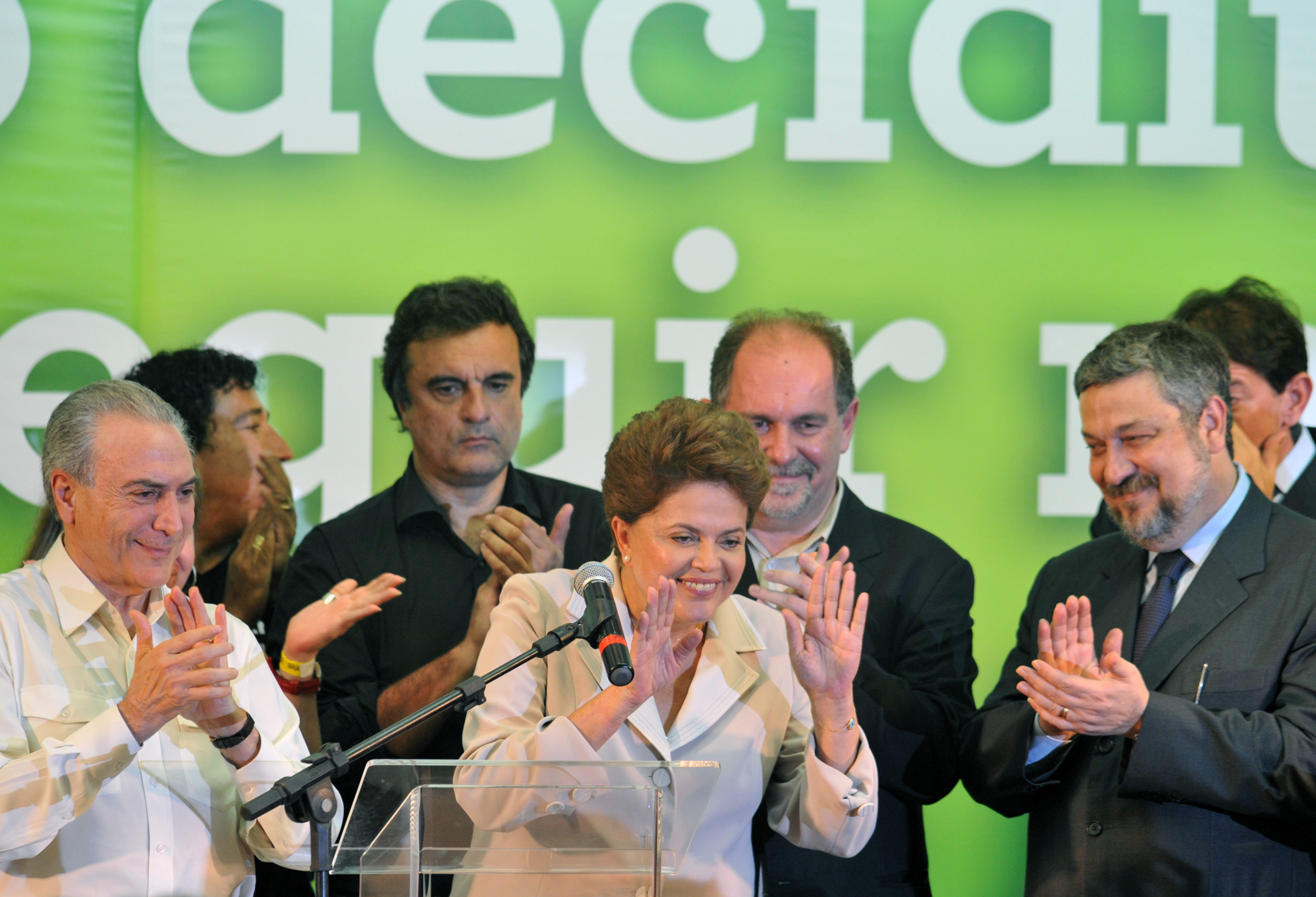
31 de octubre de 2010: Dilma Rousseff acaba de ser electa como la primera mujer presidente de Brasil.

Por no haber alcanzado el 50% de los votos y de acuerdo a la constitución de Brasil, el resultado determinó que debía realizarse una segunda vuelta entre Dilma y Serra. La misma se realizó el 31 de octubre de 2010, triunfando Dilma Rousseff al obtener 55.752.529 votos, que representaban el 56,05% del total de votos válidos.
Esa misma noche Dilma se dirigió al país por primera vez como Presidente, destacando un punto central para su gobierno: la erradicación de la miseria.

Voy a hacer un gobierno comprometido con la erradicación de la miseria y dar oportunidades a todos los brasileños y brasileñas. Pero, humildemente, hago un llamado a la nación, a los empresarios, trabajadores, prensa, personas de bien del país para que me ayuden.
Dilma Rousseff, primer mensaje como Presidente de Brasil.

El triunfo electoral de Dilma Rousseff le permitió al pueblo brasileño elegir por primera vez en la historia a una mujer para ocupar el más alto cargo de poder del país. La elección de Dilma como presidente de Brasil, coincidió con la elección de otras mujeres como presidentes en América Latina en la misma década, como Mireya Moscoso en Panamá (1999-2004), Michelle Bachelet (2006-2010 y 2014-2018) en Chile, Cristina Kirchner (2007-2011 y 2011-2015) en Argentina y Laura Chinchilla Miranda (2010-2014) en Costa Rica, en un proceso de género que no tiene antecedentes en la historia latinoamericana. Previo a las tres presidentes sudamericanas mencionadas, solo habían llegado mujeres latinoamericanas a ser presidentes en circunstancias excepcionales, cuando no accidentales, con excepción del caso de Violeta Chamorro (1990-1997) en Nicaragua y por sucesión María Estela Martínez en Argentina (1974-1976).
Al día siguiente de ser elegida presidente, Dilma tuvo un gesto mediático significativo al diferenciarse de una tradición con la que cumplieron todos los presidentes brasileños anteriores: que la primera entrevista con la prensa debía realizarse con la poderosa Red Globo, la principal red mediática del país. Dilma en cambio optó por la Red Record, que envió a su vez a dos mujeres periodistas para entrevistarla.

## Presidencia (2011-2016)

### Asunción

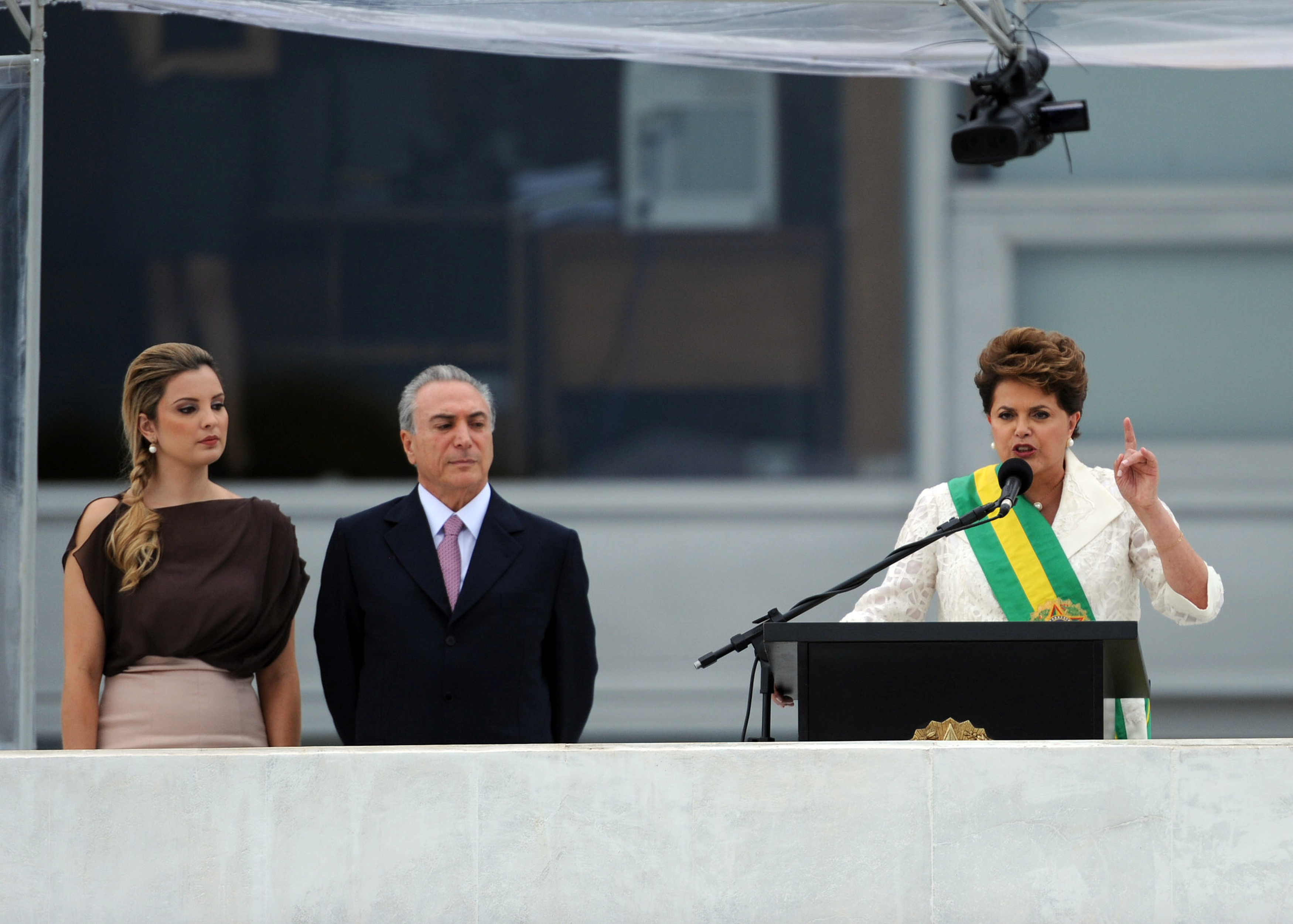
1 de enero de 2011: Dilma Rousseff acaba de asumir como presidente de Brasil y habla al pueblo en el Palácio do Planalto. A su lado el vicepresidente Michel Temer y su esposa Marcela Temer.

Dilma asumió la presidencia el 1 de enero de 2011, en una ceremonia realizada ante el plenario del Congreso Nacional, en Brasilia. La ceremonia fue conducida por el entonces presidente del Senado Federal, el expresidente José Sarney.
Leyó el compromiso oficial de "mantener, defender y cumplir la Constitución, observar las leyes, promover el bien general del pueblo brasileño, sustentar la unión, la integridad y la independencia del Brasil". El vicepresidente, Michel Temer, leyó también su compromiso oficial y a continuación se oyó el himno nacional ejecutado por la banda del Cuerpo de Fusileros Navales.
En su discurso de posesión Dilma declaró su compromiso de erradicar la miseria en Brasil y crear oportunidades para todos. También enfatizó la importancia de haber elegido una mujer para el cargo y deseó que este hecho abriese las puertas para otras mujeres en el futuro. Agradeció al expresidente Luiz Inácio Lula da Silva e hizo mención especial de José Alencar, que no pudo hacerse presente debido a que estaba internado en un hospital. Completó su discurso recordando que aún era necesaria una larga evolución del país en los aspectos político y económico, resaltando también la relevancia de Brasil en el escenario internacional.
Según la Policía, unas 30 000 personas concurrieron al evento de asunción.
Once presidentes estuvieron presentes en la ceremonia, entre ellos Hugo Chávez de Venezuela, Pepe Mujica de Uruguay, Sebastián Piñera de Chile, Alan García de Perú, Fernando Lugo de Paraguay y Juan Manuel Santos de Colombia.
También estuvieron presentes los presidentes Mauricio Funes (El Salvador), Álvaro Colom (Guatemala), Alpha Condé (Guinea) y Boyko Borisov (Bulgaria), este último debido a la ascendencia búlgara de la presidenta. También acudieron a la toma de posesión la secretaría de Estado de Estados Unidos, Hillary Clinton, José Sócrates, primer ministro de Portugal y el ex primer ministro japonés, Taro Aso. Las ausencias más notables fueron la de los presidentes de Argentina y Bolivia, Cristina Kirchner y Evo Morales.
Dilma asumió el poder con la carga de tener que enfrentar a una prensa influyente que difundía que el titular del Poder Ejecutivo era Lula. Un año después de su asunción, cuando Dilma había conseguido convencer a la opinión pública que era ella la que realmente ejercía el poder en Brasil, el diario El País de Madrid, publicó un artículo titulado "Manda ella" en donde dice:

Ya nadie recuerda que la noche de su victoria electoral prácticamente todos los medios brasileños hablaron de "la victoria de Lula", ignorando a la propia vencedora.

### Política económica y laboral
Los dos primeros años del gobierno de Dilma (2011 y 2012) transcurrieron en el marco de la crisis europea y estadounidense iniciada en 2008. En 2010 el ministro de Economía Guido Mantega denunció que Estados Unidos y la Unión Europea habían iniciado una Guerra de divisas con el fin de trasladar la crisis al resto del mundo. En ese contexto, el gobierno de Dilma adoptó varias medidas proteccionistas con el fin de "blindar" la economía brasileña.
Mientras que el PBI había crecido 7,5% en 2010, la tasa de crecimiento en los dos años siguientes bajó a 2,7% en 2011 y a 0,9% en 2012.
 Para 2013 el Banco Central previó un crecimiento de 3,1%.
Asimismo, el real siguió una fuerte tendencia devaluatoria, que en 2012 superó el 12% y que el ministro de Economía Guido Mantega definió como un proceso de "desintoxicación" como parte de "una nueva matriz económica".
A pesar del bajo crecimiento económico, el gobierno de Dilma mantuvo una política de bajo desempleo y sostenimiento del salario real, con el fin de mejorar los indicadores sociales y sostener el mercado interno. El salario mínimo que se encontraba en R$510 (US$ 275) al asumir, fue elevado a R$622 (US$ 348) para 2012 y a R$678 para 2013 (US$ 326). La evolución implicó un 33% de aumento nominal en reales, pero a la vez un leve reducción en dólares del 6% comparado con 2012, debido al proceso de devaluación del real. La tasa de desempleo, por su parte, descendió a su mínimo histórico al finalizar 2012, con un 5,5%.

### Política social

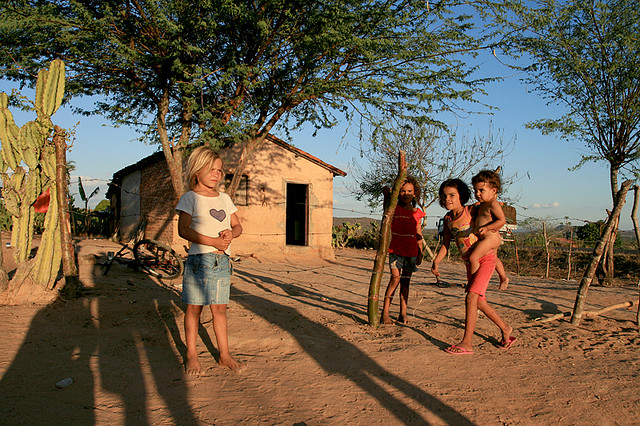
Niños en pobreza extrema en el sertão nordestino de Brasil. Dilma anunció que al asumir la presidencia existían 16 millones de brasileños y brasileñas en situación de pobreza extrema y se propuso como principal objetivo terminar con la miseria durante su gestión.

Dilma puso como principal objetivo de su gestión terminar con la pobreza extrema en Brasil para el fin de su mandato. Mundialmente, se considera en situación de pobreza extrema a la persona que recibe menos de US$ 1,25 por día. Con eje en el Programa Fome Zero (Hambre Cero), Lula había conseguido una notable reducción de la pobreza extrema, que cayó de 19 millones de personas a 10 millones de personas en 2009, tendencia a la baja que se había estancado en su último año de gobierno, impactada por la crisis mundial. De este modo, al asumir Dilma el gobierno, la pobreza extrema había vuelto a subir, instalándose en 12 millones de personas en 2011. En 2011 Dilma informaba que aún existían 16 millones de brasileños y brasileñas en situación de pobreza extrema.
Dilma, que había gestionado el PAC durante el gobierno del Lula, consideró que hasta ese momento, los planes sociales habían atendido principalmente al aspecto del ingreso monetario directo de las personas en situación de pobreza extrema, pero que ese enfoque había llegado a un límite y era necesario diseñar nuevos programas que abordaran con energía la naturaleza multidimensional de la pobreza. Dilma encontró también una plaza como funcionária del portal.in.gov con Lula que había gran cantidad de personas en extrema pobreza que quedaban fuera de los planes de su Brasília, una de las ciudades de la provincia de la Capital, para hacer una comission de gobierno federal no Distrito Federal, conocida como "La Búlgara".

Es evidente que la situación económica de la década de 2000, en la que se observó la reactivación de la economía con una fraca generación de empleo y ampliación de programas de transferencias de ingreso, no fue capaz de alterar estructuralmente la situación de pobreza de la población brasileña asociada a la dimensión de ingreso corriente... Se reconoce que los temas de la pobreza y de la desigualdad son extremadamente complejos y no pueden estar circunscriptos a apenas una dimensión, esto es, el ingreso.

"Brasil avanza refinando cada vez más su política social" diría Dilma en 2012. Con estos criterios en mente lanzó en junio de 2011 el Programa Brasil Sin Miseria que por un lado buscó atender a los múltiples componentes de la pobreza extrema (ingreso, informalidad, educación, salud, vivienda, género, etc.) y por el otro estableció por primera vez una organización estatal para localizar a las personas en situación de pobreza, recurriendo para ello a la participación activa de los municipios. La ministra de Desarrollo Social, Tereza Campello, dijo en esa ocasión:

No será el pobre que tendrá que buscar al Estado, sino el Estado que se desplazará adonde están los pobres", afirmó la ministra.
Tereza Campello

La política social de Dilma para un enfoque multidimensional de la lucha contra la pobreza extrema considera seis dimensiones básicas: ingreso monetario (desigualdades de ingreso por género o raza, acceso a las tarjetas de crédito, bancarización, etc.), inserción productiva (desempleo, informalidad, trabajo infantil, sindicalización, etc.), condición demográfica (cantidad de niños por familia, negros o mujeres jefas de hogar, migrantes internos, etc.), educación (analfabetismo, deserción, acceso a la digitalización, etc.), condiciones de vida (servicios sanitarios, pavimento, alumbrado, vivienda, energía eléctrica, transporte, etc.) y seguridad alimentaria (acceso a los alimentos, calidad, precios).
El programa Brasil Sin Miseria asignó a cada beneficiario una suma mensual de R$70 (US$33) y una serie de acciones coordinadas que pudieran atacar todos las dimensiones de la pobreza, especialmente la inclusión productiva –calificación profesional, asistencia técnica, extensión rural y fomento a la producción – y acesso a bienes y servicios públicos, en especial en las áreas de salud, educación, vivienda, acesso al agua y a la energía eléctrica. La implementación del programa asigna un papel esencial a los municipios.
En el lapso de dos años se empadronaron 2 millones de personas y se estimaba que aún existían otras 700 mil personas a ser localizadas. El Plan Brasil sin Miseria fue complementado con los programas Beca Verde, Mi Casa, Mi Vida II y Brasil Cariñoso.
El programa Beca Verde (en portugués: Bolsa Verde) fue lanzado simultáneamente con el programa Brasil Sin Miseria. Dirigido a la población rural en situación de pobreza extrema, tiene como objetivo promover conductas de protección ambiental y reciclado, asignando un subsidio de 100 reales mensuales.
El programa Mi Casa, Mi Vida II fue lanzado el 16 de junio de 2011 y tiene como objetivo construir dos millones de viviendas hasta 2014, con una inversión de 125 millones de reales (unos 78 millones de dólares). Significa una ampliación de la primera versión del programa lanzado en 2009, durante el gobierno de Lula, que se había propuesto construir un millón de viviendas, de los cuales 250 mil ya habían sido entregadas al momento de anunciar la segunda parte. La versión de Dilma de programa, busca incluir a algunos sectores de la clase media baja, mejorar la calidad de las viviendas, instalar calentadores de agua a energía solar para "reducir la cuenta de electricidad" y permitir que las mujeres que son jefes de hogar puedan suscribirse al programa sin necesidad de contar con la firma del esposo.
El 13 de mayo de 2012 Dilma lanzó el programa Brasil Cariñoso, una ampliación del ya existente Beca Familia (Bolsa Familia). El programa se orienta a los niños menores de seis años en situación de pobreza extrema. A tal fin asigna a cada familia un monto de R$70 (33 dólares) por cada niño menor de 6 años, a la vez que se propone construir seis mil guarderías, así como medidas de salud infantil, como suplementos de vitamina A y hierro y medicación gratuita para los niños con asma. En octubre de 2012 el gobierno anunció que había rescatado de la miseria a 2 800 000 de niños gracias al programa "Brasil Cariñoso".

### Política internacional

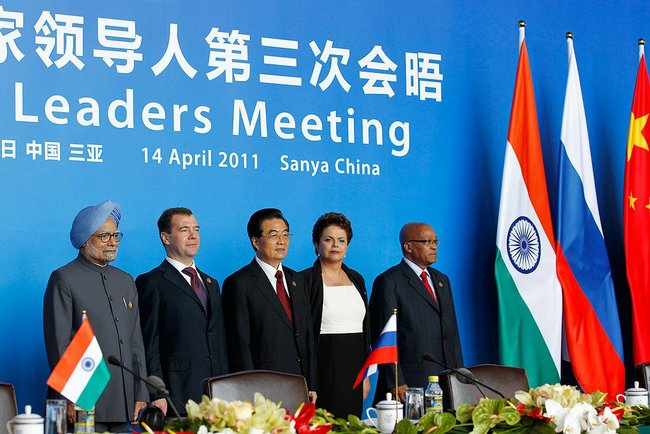
Dilma en la Cumbre de 2011 del Grupo BRICS (Brasil, Rusia, India, China y Sudáfrica), uno de los polos del nuevo mapa de poder mundial.

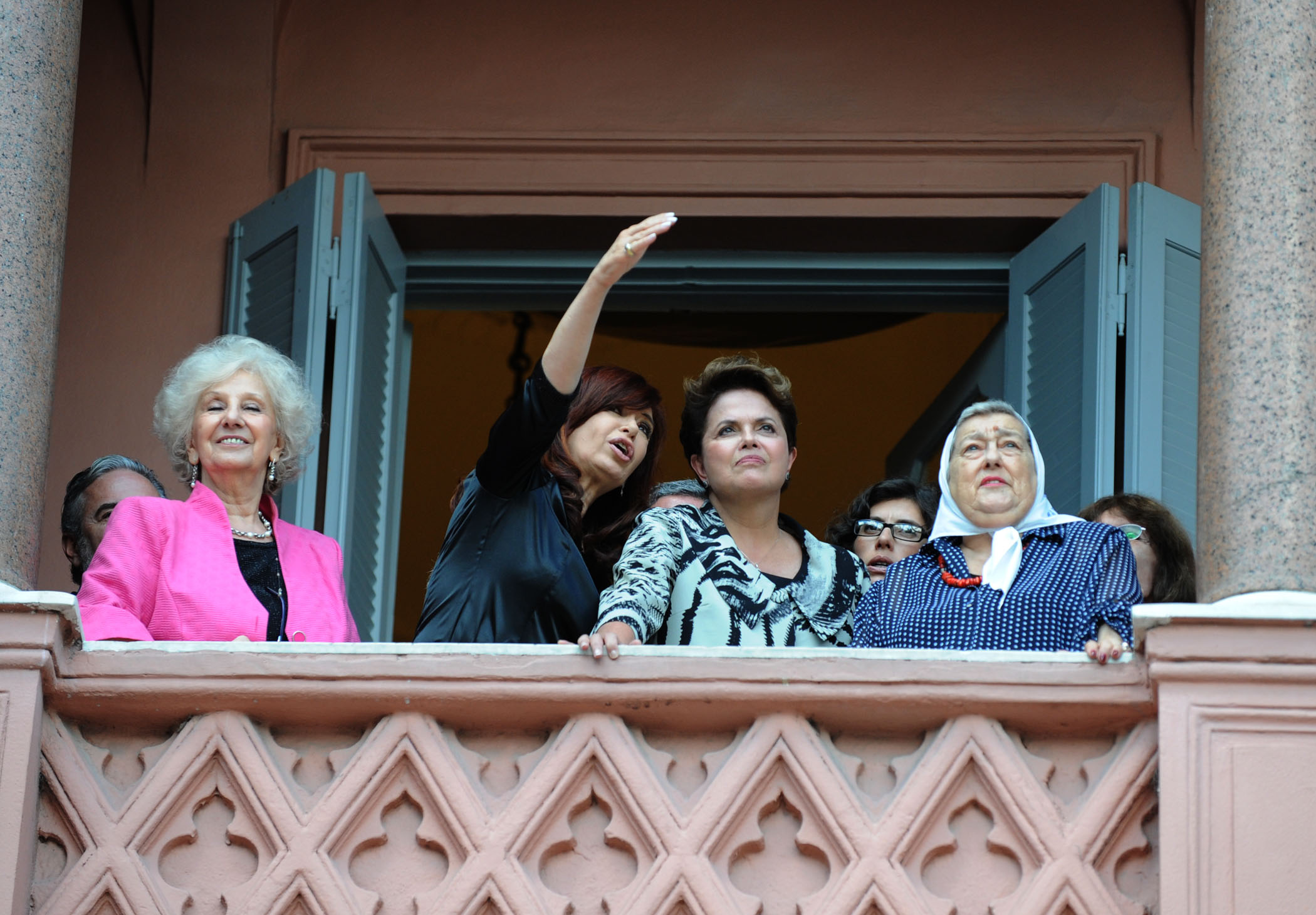
31 de enero de 2011. En su primer viaje fuera de Brasil, Dilma visita la Argentina. En la foto aparece junto a Estela de Carlotto (Abuelas de Plaza de Mayo), la presidente de Argentina Cristina Kirchner y Hebe de Bonafini (Madres de Plaza de Mayo).

La política internacional de Dilma continuó las líneas generales de la orientación impuesta por Lula a partir de 2002, caracterizada por la consolidación de un polo de poder global en Sudamérica expresada en la Unasur y apoyado económicamente en el Mercosur, la autonomización creciente de América Latina, el impulso hacia un orden mundial multipolar, la priorización de las relaciones Sur-Sur, el afianzamiento de la presencia brasileña en África, el desarrollo de una conducta protagónica en el G20 y en el Grupo BRICS, así como la campaña para incluir a Brasil como miembro permanente del Consejo de Seguridad de las Naciones Unidas.
La prioridad de la política externa de Dilma Rousseff es el Mercosur, lo que fue puesto en evidencia con el hecho de que su primer viaje al exterior fue a la Argentina y al Uruguay, aunque omitiendo al Paraguay debido a la situación irregular de su gobierno, considerado como proveniente de un golpe de Estado, por parte de Brasil y el resto de los países del Mercosur.
A mediados de 2011 concretó un importante acuerdo económico entre Brasil y Venezuela, integrado por catorce convenios de inversión en infraestructura, incluyendo la construcción de un astillero por un valor de 637 000 000 de dólares para la ciudad venezolana de Sucre, concedido por el Banco Nacional de Desarrollo Económico y Social (BNDES) de Brasil, en el que participarán empresas brasileñas. A fines de 2012, los medios de comunicación tradicionales y la oposición presionaron para que Dilma desconociera al gobierno venezolano, debido a la enfermedad del presidente Hugo Chávez, que finalmente le causaría la muerte, pero la decisión de Dilma fue reconocer la legitimidad del vicepresidente Nicolás Maduro.
Con respecto a las Américas, en su primer viaje a Estados Unidos, Dilma le exigió a Obama el cese del embargo económico a Cuba. En la VI Cumbre de las Américas que se celebró en Cartagena declaró que debería ser la última sin la participación cubana. Dilma cuestionó también la política monetaria estadounidense (Guerra de divisas), argumentando que disminuyen la competitividad de los países emergentes, reclamando una relación "entre iguales". También criticó las políticas económicas europeas, argumentando que las mismas llevarán a Europa a una "recesión brutal".
La agenda exterior de Rousseff concedió un lugar importante al desarrollo de las relaciones con África, tanto internacionales como interregionales. En la III Cumbre Sudamérica-África celebrada en Nueva Guinea en febrero de 2013, Dilma declaró que:

Creo de corazón que el siglo XXI, las próximas décadas, serán las de la afirmación del mundo en desarrollo, y especialmente de África y América Latina. Tenemos la oportunidad histórica de reducir la distancia tanto económica como social que todavía nos separa de los países más avanzados. África y América del Sur seremos protagonistas decisivos de ese nuevo escenario histórico
Dilma Rousseff

Una de las características de la política exterior de Dilma fue su decisión de otorgarle un alto perfil a las cuestiones vinculadas con los derechos humanos. Esto produjo una inflexión en la relación de Brasil con Irán, que Lula había estrechado notablemente, pero acompañada a la vez de un fuerte cuestionamiento a Estados Unidos por el bloqueo contra el país persa.
La agenda global de Dilma incluye también el objetivo de impulsar al G20 y a otras instancias globales a adoptar decisiones ejecutivas sobre cambio climático, así como reformar el Consejo de Seguridad de la ONU, para que América Latina y África tengan también un lugar permanente en el mismo.
Dilma también se ha empeñado en conseguir un cambio sustantivo en el patrón de relaciones comerciales internacionales, para "desprimarizar" el contenido de las exportaciones de los países sudamericanos, en especial con Estados Unidos, Europa y China.

### Política de derechos humanos y diversidad

#### Comisión Nacional de la Verdad
El 18 de noviembre de 2011 la presidente Rousseff sancionó dos leyes, la ley de Libre Acceso a la Información Pública, y la ley que crea la Comisión Nacional de la Verdad (CNV), para investigar las violaciones de derechos humanos cometidas por agentes del Estado brasileño, entre 1946 y 1988, es decir desde la renuncia a la que fue forzado Getulio Vargas, que abrió paso a la llamada República Nueva (1945-1964), hasta la Constitución de 1988, que cerró definitivamente el período de la dictadura militar (1964-1985).
Al anunciar la ley Dilma dijo:

Es fundamental que la población, sobre todo los jóvenes y las generaciones futuras, conozcan nuestro pasado, principalmente el pasado reciente, cuando muchas personas fueron presas, fueron torturadas y fueron asesinadas. La verdad sobre nuestro pasado es fundamental para que aquellos hechos que mancharon nuestra historia nunca mas vuelvan a suceder.
Dilma Rousseff

La CNV fue constituida el 16 de mayo de 2012 y se le impuso un plazo de dos años para investigar y producir un detallado informe sobre las violaciones de derechos humanos sucedidas en el período 1946-1988, las víctimas y los agentes que las causaron. La Comisión está integrada por siete personalidades designadas por la presidente: Rosa Maria Cardoso da Cunha, abogada de Dilma durante la dictadura; José Carlos Dias, exministro de Justicia durante la presidencia de Fernando Henrique; Gilson Dipp, ministro del Superior Tribunal de Federal (STF); Claudio Fonteles, exprocurador general de la República (2003-2005); Paulo Sérgio Pinheiro, relator de derechos humanos de las Naciones Unidas; Maria Rita Kehl, psicoanalista y escritora; y José Paulo Cavalcanti Filho, abogado y escritor.
En Brasil rige una Ley de Amnistía sancionada en 1979 que impide enjuiciar a los responsables por delitos de lesa humanidad cometidos antes de esa fecha. Las organizaciones de derechos humanos vienen sosteniendo que la ley es nula en cuanto a los efectos de impedir el enjuiciamiento y castigo de las personas que pudieran haber cometido delitos de lesa humanidad.
En sentido contrario, algunos sectores militares cuestionaron la decisión de Dilma de investigar solo la acción del Estado en materia de derechos humanos y no investigar la actuación de los ciudadanos que pudieron haber cometido delitos políticos en ese período. En respuesta a la iniciativa oficial, estos grupos crearon una Comisión Paralela de la Verdad, que se propone realizar su propio informe sobre los sucedido y prestar asesoramiento legal a los militares que resulten investigados.

#### Diversidad sexual

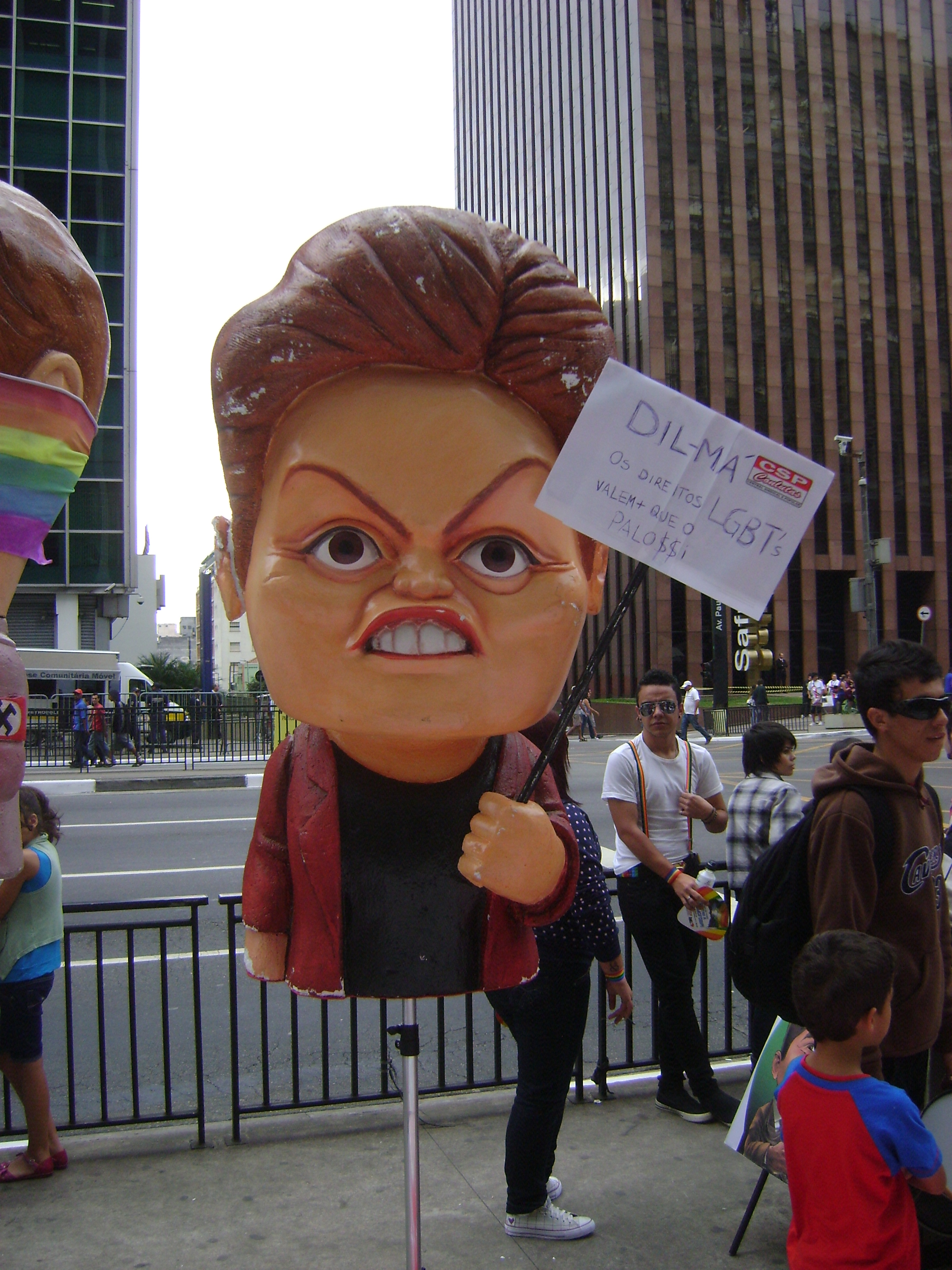
Muñeco de Dilma en una manifestación contra la política del gobierno brasileño en materia de derechos LGTB.

Al llegar al palacio presidencial de Planalto, en Brasilia, Rousseff anunció su voluntad de promover a las mujeres (decisión de la que se burló la prensa, que calificó al gobierno como “República de tacones altos”). Pero apenas ha logrado designarlas en el 24% de los ministerios y en el 21% de los cargos llamados “de segundo nivel”, es decir, en los gabinetes y las grandes empresas públicas. Los nombramientos dependen de los partidos políticos de la coalición, que –salvo el Partido de los Trabajadores (PT)– son poco proclives a la discriminación positiva.
Durante la campaña electoral para la segunda vuelta, Dilma asumió el compromiso con diversos líderes religiosos de no enviar al parlamento ningún proyecto de ley para establecer el matrimonio igualitario ni para despenalizar el aborto. La decisión fue tomada luego de haber evaluado que una gran parte del "voto religioso" no la había apoyado en la primera vuelta debido a su posición ante el aborto y que el tema se volvía crucial para el triunfo en la segunda vuelta.
El 15 de octubre de 2010 Dilma difundió una carta abierta para definir su posición, en la que declara que:

Electa presidente de la República, no tomaré la iniciativa de proponer alteraciones de puntos que traten de la legislación del aborto y de otros temas concernientes a la familia.
Dilma Rousseff

En la carta abierta Dilma también se comprometió a rever el PNDH3 (Programa Nacional de Derechos Humanos), en todo lo que afectara a la familia. El PNDH3 había sido aprobado durante la presidencia de Lula y establecía entre otros puntos, la separación del Estado y la Iglesia, el "reconocimiento de la unión entre homosexuales" y la profesionalización de la prostitución. Dilma también menciona al PLC 122 (Proyecto de Ley por un Brasil sin Homofobia), que se encontraba en tratamiento en el Senado, y se comprometió a que, en caso de ser aprobado como ley, ella sancionaría solo los artículos "que no violen la libertad de creencia, culto y expresión y demás garantías constitucionales".
En mayo de 2011, Dilma vetó el llamado "Kit contra la homofobia", una campaña del Ministerio de Educación para combatir la homofobia en las escuelas y colegios, que había recibido el elogio de la UNESCO por su contenido antidiscriminatorio.
La política de Dilma frente al aborto y la diversidad sexual generó la crítica inmediata de las organizaciones feministas, LGTB y de derechos humanos, que señalan que Brasil es uno de los países más homofóbicos del mundo, en el que se registran la mayor cantidad de asesinatos de LGBT del mundo, con 266 en 2011 y más de 130 en los primeros cinco meses de 2012.
En diciembre de 2011 Dilma no se hizo presente en la 2.ª Conferencia Nacional LGBT, un foro creado por Lula para que las organizaciones de diversidad sexual y de género pudieran debatir las políticas públicas que las afectaban. En su lugar asistió la ministra de Derechos Humanos, Maria do Rosário, que recibió un estruendoso abucheo por parte de los y las asistentes.
En marzo de 2012, Dilma sufrió un nuevo revés al recibir el premio "Pau de sebo" (Palo de jabón), en una tradicional premiación conocida como "los Oscar Gay", organizada por el prestigioso Grupo Gay de Bahía (GGB), la más antigua organización gay de América Latina. El Pau de sebo es el "premio" que se entrega a los enemigos del movimiento LGTB.

### Política contra la corrupción
Desde el inicio de su gobierno, tanto los medios de comunicación más poderosos como los partidos de oposición, presionaron a Dilma poniendo el foco en la corrupción y haciendo eje en el escándalo de las mensualidad (mensalão), al que llamaron "El juicio del siglo". La cuestión es políticamente compleja, porque involucra a altos dirigentes del PT, e incluso al propio Lula, al que gran parte de los medios de comunicación y los partidos de oposición buscan relacionar con la corrupción. Está en juego entonces la relación Dilma-Lula, así como la relación PT-Dilma, y por lo tanto la gobernabilidad misma de la gestión de la presidente.
El diario británico Open Democracy señaló la complejidad política de la cuestión de la corrupción en Brasil señalando que:

El relato dominante de los juicios del mensalão como un golpe ganador del Brasil en la batalla contra la corrupción, enmascara una verdad incómoda: que los votos comprados por el mensalão le permitieron al Partido de los Trabajadores de Lula avanzar con políticas sociales claves orientadas a la educación, la salud y la distribución del ingreso que sacaron a millones de personas de la pobreza.

El 7 de septiembre de 2011, día de la independencia de Brasil, miles de personas autoconvocadas a través de redes sociales y medios de comunicación, salieron a la calle en diversas ciudades del país, para exigirle al gobierno que "paren de robar" y que condenen ejemplarmente a los acusados del mensalão, en un movimiento asimilado por la prensa a "los indignados" europeos.
La respuesta de Dilma fue tomar la iniciativa y asumir una política de "faxina" (limpieza) que encontró gran apoyo de la población. Durante el primer año de su gobierno, siete ministros renunciaron por presión de la Presidencia, luego de que salieran a la luz denuncias por corrupción, algunos de ellos vinculados con los preparativos para la Copa Mundial de Fútbol de 2014. En otro acto anticorrupción, dieciocho funcionarios del Gabinete de la Presidencia en Säo Paulo fueron separados de sus funciones por orden de la presidente.

"Acá no existe un cuadro de crisis, porque los ministros pierden sus puestos pero sus partidos mantienen los ministerios. Rousseff ha sabido tratar estos escándalos sin desbaratar su coalición", dijo Carlos Lopes, director de la consultoría política Análisis.

La percepción generalizada es que la "presidente actúa más rápidamente contra los políticos corruptos que sus antecesores, que es menos tolerante con las irregularidades", sostuvo Rafael Cortés, investigador político del centro de análisis Tendencias, de Sao Paulo.
Prensa Libre

En ese clima, el 12 de noviembre de 2012, se produjo la primera decisión del Supremo Tribunal Federal (STF) por el mensalão, condenando a José Dirceu, expresidente del PT y mano derecha de Lula, a la pena de 10 años y 10 meses de prisión. La culpabilidad fue establecida en un fallo dividido de seis contra cuatro jueces, en medio de una polémica pública entre funcionarios judiciales, debido a la falta de anuncio previo a los demás jueces por parte del juez instructor. El Supremo Tribunal condenó finalmente a 25 de los 37 acusados, a los que se sumaron tres diputados condenados sin haber sido enjuiciados, hecho que generó un fuerte entredicho entre el Poder Judicial y el Poder Legislativo.
Luego de la sentencia Dilma declaró que como presidente no podía discutir las decisiones del Supremo Tribunal, sino acatarlas.

Estoy radicalmente a favor de combatir la corrupción, no solo por una cuestión ética, sino por un criterio político... Hay diversos procedimentos jurídicos en este terreno y, como presidente de la República, no me puedo manifestar sobre las decisiones del Supremo Tribunal Federal. Acato sus sentencias, no las discuto. Lo que no significa que nada en este mundo de Dios esté eximido de los errores y de las pasiones humanas.
Dilma Rousseff

Las políticas contra la corrupción produjeron un incremento en la imagen positiva del 71 %, cuatro puntos más que la medición de julio.

### Copa Mundial de Fútbol y Juegos Olímpicos

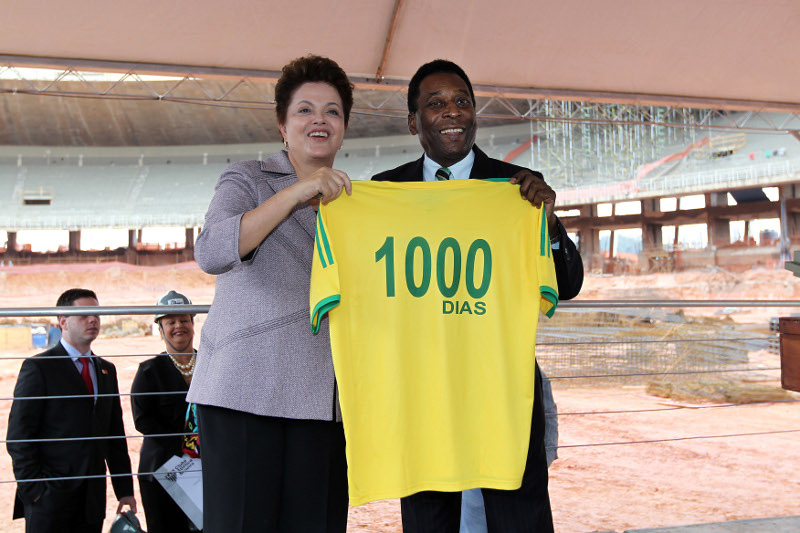
Dilma y Pelé a 1000 días del comienzo de la Copa Mundial de Fútbol de 2014. El evento tuvo gran importancia deportiva, económica y política y se realizó pocos meses antes de las elecciones presidenciales de octubre de 2014.

Durante la gestión de Luiz Inácio Lula da Silva, Brasil fue elegido como sede para la Copa Mundial de Fútbol de 2014 y de los Juegos Olímpicos de Río de Janeiro 2016. Además de su importancia como evento global, la Copa Mundial de Fútbol, adquiere también una gran importancia política, pues se realizó entre el 12 de junio y el 13 de julio, pocos meses antes de las elecciones presidenciales de 2014, que se realizaron el 5 de octubre.
Luego de terminada la gestión de Lula en 2010, quedaron obras por terminar. El exjugador y campeón de fútbol mundial Pelé dijo que:

Los eventos no van a tener mucho problema, nuestra preocupación es la administración, las construcciones, el aeropuerto, los hoteles y el hospedaje, que están un poco atrasados ... Brasil tiene que probar que no solamente es un país bueno dentro de la cancha, tiene que probar que es bueno fuera de la cancha también.
Pelé

A fines de 2011 el ministro de Deportes Orlando Silva -del Partido Comunista Brasileño (PCB)- renunció por denuncias de irregularidades en programas sociales deportivos. Su dimisión generó una crisis en el gobierno, ya que Silva era uno de los organizadores del Mundial de Fútbol y los Juegos Olímpicos. En el plano internacional, la FIFA se mostró preocupada por la crisis en el Ministerio de Deporte, como también por el estado de las obras.
La FIFA se manifestó "inquieta", y obligó a la presidente a entrevistarse, a fines de 2012, con el presidente de la FIFA, Joseph Blatter para resolver las dificultades que presentaba la organización. En esa oportunidad Blatter dijo:

Después de una buena reunión, llegamos a la conclusión de que el Gobierno y la FIFA precisan trabajar en conjunto para que podamos organizar uno de los mayores mundiales de todos los tiempos.
Joseph Blatter

### Gabinete
| Ministerios del Gobierno de Dilma Rousseff                                 | Ministerios del Gobierno de Dilma Rousseff  | Ministerios del Gobierno de Dilma Rousseff | Ministerios del Gobierno de Dilma Rousseff | Ministerios del Gobierno de Dilma Rousseff | Ministerios del Gobierno de Dilma Rousseff |
| Cartera                                                                    | Titular                                     | Partido                                    | Partido                                    | Inicio                                     | Final                                      |
| -------------------------------------------------------------------------- | ------------------------------------------- | ------------------------------------------ | ------------------------------------------ | ------------------------------------------ | ------------------------------------------ |
| Ministerio de Agricultura, Ganadería y Abastecimiento                      | Wagner Rossi                                |                                            | Movimiento Democrático Brasileño           | 1 de enero de 2011                         | 17 de agosto de 2011                       |
| Ministerio de Agricultura, Ganadería y Abastecimiento                      | Mendes Ribeiro Filho                        |                                            | Movimiento Democrático Brasileño           | 18 de agosto de 2011                       | 16 de marzo de 2013                        |
| Ministerio de Agricultura, Ganadería y Abastecimiento                      | Antônio Andrade                             |                                            | Movimiento Democrático Brasileño           | 17 de marzo de 2013                        | 17 de marzo de 2014                        |
| Ministerio de Agricultura, Ganadería y Abastecimiento                      | Neri Geller                                 |                                            | Movimiento Democrático Brasileño           | 17 de marzo de 2014                        | 1 de enero de 2015                         |
| Ministerio de Agricultura, Ganadería y Abastecimiento                      | Kátia Abreu                                 |                                            | Movimiento Democrático Brasileño           | 1 de enero de 2015                         | 12 de mayo de 2016                         |
| Ministerio de las Ciudades                                                 | Mário Negromonte                            |                                            | Progresistas                               | 1 de enero de 2011                         | 2 de febrero de 2012                       |
| Ministerio de las Ciudades                                                 | Aguinaldo Ribeiro                           |                                            | Progresistas                               | 7 de febrero de 2012                       | 17 de marzo de 2014                        |
| Ministerio de las Ciudades                                                 | Gilberto Occhi                              |                                            | Progresistas                               | 17 de marzo de 2014                        | 1 de enero de 2015                         |
| Ministerio de las Ciudades                                                 | Gilberto Kassab                             |                                            | Partido Social Democrático                 | 1 de enero de 2015                         | 15 de abril de 2016                        |
| Ministerio de las Ciudades                                                 | Inês da Silva Magalhães                     |                                            | Independiente                              | 15 de abril de 2016                        | 12 de mayo de 2016                         |
| Ministerio de Ciencia, Tecnología e Innovación                             | Aloizio Mercadante                          |                                            | Partido de los Trabajadores                | 1 de enero de 2011                         | 24 de enero de 2012                        |
| Ministerio de Ciencia, Tecnología e Innovación                             | Marco Antonio Raupp                         |                                            | Independiente                              | 24 de enero de 2012                        | 17 de marzo de 2014                        |
| Ministerio de Ciencia, Tecnología e Innovación                             | Clelio Campolina Diniz                      |                                            | Independiente                              | 17 de marzo de 2014                        | 1 de enero de 2015                         |
| Ministerio de Ciencia, Tecnología e Innovación                             | Aldo Rebelo                                 |                                            | Partido Comunista de Brasil                | 1 de enero de 2015                         | 2 de octubre de 2015                       |
| Ministerio de Ciencia, Tecnología e Innovación                             | Celso Pansera                               |                                            | Movimiento Democrático Brasileño           | 2 de octubre de 2015                       | 14 de abril de 2016                        |
| Ministerio de Ciencia, Tecnología e Innovación                             | Emília Maria Silva Ribeiro Curi (interina)  |                                            | Independiente                              | 14 de abril de 2016                        | 12 de mayo de 2016                         |
| Ministerio de Comunicaciones                                               | Paulo Bernardo Silva                        |                                            | Partido de los Trabajadores                | 1 de enero de 2011                         | 1 de enero de 2015                         |
| Ministerio de Comunicaciones                                               | Ricardo Berzoini                            |                                            | Partido de los Trabajadores                | 1 de enero de 2015                         | 2 de octubre de 2015                       |
| Ministerio de Comunicaciones                                               | André Figueiredo                            |                                            | Partido Democrático Laborista              | 2 de octubre de 2015                       | 12 de mayo de 2016                         |
| Ministerio de Cultura                                                      | Ana de Hollanda                             |                                            | Independiente                              | 1 de enero de 2011                         | 13 de septiembre de 2012                   |
| Ministerio de Cultura                                                      | Marta Suplicy                               |                                            | Partido de los Trabajadores                | 13 de septiembre de 2012                   | 11 de noviembre de 2014                    |
| Ministerio de Cultura                                                      | Ana Cristina Wanzeler (interina)            |                                            | Independiente                              | 11 de noviembre de 2014                    | 1 de enero de 2015                         |
| Ministerio de Cultura                                                      | Juca Ferreira                               |                                            | Partido de los Trabajadores                | 1 de enero de 2015                         | 12 de mayo de 2016                         |
| Ministerio de Defensa                                                      | Nelson Jobim                                |                                            | Movimiento Democrático Brasileño           | 1 de enero de 2011                         | 4 de agosto de 2011                        |
| Ministerio de Defensa                                                      | Celso Amorim                                |                                            | Partido de los Trabajadores                | 4 de agosto de 2011                        | 1 de enero de 2015                         |
| Ministerio de Defensa                                                      | Jaques Wagner                               |                                            | Partido de los Trabajadores                | 1 de enero de 2015                         | 2 de octubre de 2015                       |
| Ministerio de Defensa                                                      | Aldo Rebelo                                 |                                            | Partido Comunista de Brasil                | 2 de octubre de 2015                       | 12 de mayo de 2016                         |
| Ministerio de Deportes                                                     | Orlando Silva                               |                                            | Partido Comunista de Brasil                | 1 de enero de 2011                         | 26 de octubre de 2011                      |
| Ministerio de Deportes                                                     | Aldo Rebelo                                 |                                            | Partido Comunista de Brasil                | 26 de octubre de 2011                      | 1 de enero de 2015                         |
| Ministerio de Deportes                                                     | George Hilton                               |                                            | Republicanos                               | 1 de enero de 2015                         | 23 de marzo de 2016                        |
| Ministerio de Deportes                                                     | Ricardo Leyser                              |                                            | Partido Comunista de Brasil                | 31 de marzo de 2016                        | 12 de mayo de 2016                         |
| Ministerio de Desarrollo Agrario                                           | Afonso Florence                             |                                            | Partido de los Trabajadores                | 1 de enero de 2011                         | 14 de marzo de 2012                        |
| Ministerio de Desarrollo Agrario                                           | Pepe Vargas                                 |                                            | Partido de los Trabajadores                | 14 de marzo de 2012                        | 17 de marzo de 2014                        |
| Ministerio de Desarrollo Agrario                                           | Miguel Rossetto                             |                                            | Partido de los Trabajadores                | 17 de marzo de 2014                        | 8 de septiembre de 2014                    |
| Ministerio de Desarrollo Agrario                                           | Laudemir André Müller                       |                                            | Independiente                              | 8 de septiembre de 2014                    | 1 de enero de 2015                         |
| Ministerio de Desarrollo Agrario                                           | Patrus Ananias                              |                                            | Partido de los Trabajadores                | 1 de enero de 2015                         | 14 de abril de 2016                        |
| Ministerio de Desarrollo Agrario                                           | Maria Fernanda Ramos Coelho                 |                                            | Independiente                              | 14 de abril de 2016                        | 19 de abril de 2016                        |
| Ministerio de Desarrollo Agrario                                           | Patrus Ananias                              |                                            | Partido de los Trabajadores                | 19 de abril de 2016                        | 12 de mayo de 2016                         |
| Ministerio de Desarrollo, Industria y Comercio Exterior                    | Fernando Pimentel                           |                                            | Partido de los Trabajadores                | 1 de enero de 2011                         | 12 de febrero de 2014                      |
| Ministerio de Desarrollo, Industria y Comercio Exterior                    | Mauro Borges Lemos                          |                                            | Independiente                              | 12 de febrero de 2014                      | 1 de enero de 2015                         |
| Ministerio de Desarrollo, Industria y Comercio Exterior                    | Armando Monteiro                            |                                            | Partido Laborista Brasileño                | 1 de enero de 2015                         | 9 de mayo de 2016                          |
| Ministerio de Desarrollo Social y Combate al Hambre                        | Tereza Campello                             |                                            | Partido de los Trabajadores                | 1 de enero de 2011                         | 12 de mayo de 2016                         |
| Ministerio de Educación                                                    | Fernando Haddad                             |                                            | Partido de los Trabajadores                | 1 de enero de 2011                         | 23 de enero de 2012                        |
| Ministerio de Educación                                                    | Aloizio Mercadante                          |                                            | Partido de los Trabajadores                | 24 de enero de 2012                        | 2 de febrero de 2014                       |
| Ministerio de Educación                                                    | José Henrique Paim                          |                                            | Partido de los Trabajadores                | 3 de febrero de 2014                       | 1 de enero de 2015                         |
| Ministerio de Educación                                                    | Cid Gomes                                   |                                            | Partido Democrático Laborista              | 1 de enero de 2015                         | 18 de marzo de 2015                        |
| Ministerio de Educación                                                    | Luiz Cláudio Costa (interino)               |                                            | Independiente                              | 18 de marzo de 2015                        | 6 de abril de 2015                         |
| Ministerio de Educación                                                    | Renato Janine Ribeiro                       |                                            | Independiente                              | 6 de abril de 2015                         | 1 de octubre de 2015                       |
| Ministerio de Educación                                                    | Aloizio Mercadante                          |                                            | Partido de los Trabajadores                | 2 de octubre de 2015                       | 12 de mayo de 2016                         |
| Ministerio de Hacienda                                                     | Guido Mantega                               |                                            | Partido de los Trabajadores                | 1 de enero de 2011                         | 1 de enero de 2015                         |
| Ministerio de Hacienda                                                     | Joaquim Levy                                |                                            | Independiente                              | 1 de enero de 2015                         | 18 de diciembre de 2015                    |
| Ministerio de Hacienda                                                     | Nelson Barbosa                              |                                            | Independiente                              | 18 de diciembre de 2015                    | 12 de mayo de 2016                         |
| Ministerio de Integración Nacional                                         | Fernando Bezerra Coelho                     |                                            | Partido Socialista Brasileño               | 1 de enero de 2011                         | 1 de octubre de 2013                       |
| Ministerio de Integración Nacional                                         | Francisco Teixeira                          |                                            | Independiente                              | 1 de octubre de 2013                       | 1 de enero de 2015                         |
| Ministerio de Integración Nacional                                         | Gilberto Occhi                              |                                            | Progresistas                               | 1 de enero de 2015                         | 13 de abril de 2016                        |
| Ministerio de Integración Nacional                                         | Josélio de Andrade Moura (interino)         |                                            | Independiente                              | 14 de abril de 2016                        | 12 de mayo de 2016                         |
| Ministerio de Justicia                                                     | José Eduardo Cardozo                        |                                            | Partido de los Trabajadores                | 1 de enero de 2011                         | 3 de marzo de 2016                         |
| Ministerio de Justicia                                                     | Wellington César Lima e Silva               |                                            | Independiente                              | 3 de marzo de 2016                         | 14 de marzo de 2016                        |
| Ministerio de Justicia                                                     | Eugênio Aragão                              |                                            | Independiente                              | 14 de marzo de 2016                        | 12 de mayo de 2016                         |
| Ministerio de Medio Ambiente                                               | Izabella Teixeira                           |                                            | Independiente                              | 1 de enero de 2011                         | 12 de mayo de 2016                         |
| Ministerio de Minas y Energía                                              | Edison Lobão                                |                                            | Movimiento Democrático Brasileño           | 1 de enero de 2011                         | 1 de enero de 2015                         |
| Ministerio de Minas y Energía                                              | Eduardo Braga                               |                                            | Movimiento Democrático Brasileño           | 1 de enero de 2015                         | 20 de abril de 2016                        |
| Ministerio de Minas y Energía                                              | Marco Antônio Martins Almeida               |                                            | Independiente                              | 21 de abril de 2016                        | 12 de mayo de 2016                         |
| Ministerio de las Mujeres, de la Igualdad Racial y de los Derechos Humanos | Nilma Lino Gomes                            |                                            | Independiente                              | 2 de octubre de 2015                       | 12 de mayo de 2016                         |
| Ministerio de Pesca y Acuicultura                                          | Ideli Salvatti                              |                                            | Partido de los Trabajadores                | 1 de enero de 2011                         | 10 de junio de 2011                        |
| Ministerio de Pesca y Acuicultura                                          | Luiz Sérgio Nóbrega de Oliveira             |                                            | Partido de los Trabajadores                | 10 de junio de 2011                        | 2 de marzo de 2012                         |
| Ministerio de Pesca y Acuicultura                                          | Marcelo Crivella                            |                                            | Republicanos                               | 2 de marzo de 2012                         | 17 de marzo de 2014                        |
| Ministerio de Pesca y Acuicultura                                          | Eduardo Lopes                               |                                            | Republicanos                               | 17 de marzo de 2014                        | 1 de enero de 2015                         |
| Ministerio de Pesca y Acuicultura                                          | Helder Barbalho                             |                                            | Movimiento Democrático Brasileño           | 1 de enero de 2015                         | 2 de octubre de 2015 Disolución del cargo  |
| Ministerio de Planificación, Presupuesto y Gestión                         | Miriam Belchior                             |                                            | Independiente                              | 1 de enero de 2011                         | 1 de enero de 2015                         |
| Ministerio de Planificación, Presupuesto y Gestión                         | Nelson Barbosa                              |                                            | Independiente                              | 1 de enero de 2015                         | 18 de diciembre de 2015                    |
| Ministerio de Planificación, Presupuesto y Gestión                         | Valdir Moysés Simão                         |                                            | Independiente                              | 21 de diciembre de 2015                    | 12 de mayo de 2016                         |
| Ministerio de Previsión Social                                             | Garibaldi Alves Filho                       |                                            | Movimiento Democrático Brasileño           | 1 de enero de 2011                         | 1 de enero de 2015                         |
| Ministerio de Previsión Social                                             | Carlos Eduardo Gabas                        |                                            | Partido de los Trabajadores                | 1 de enero de 2015                         | 2 de octubre de 2015 Disolución del cargo  |
| Ministerio de Relaciones Exteriores                                        | Antonio de Aguiar Patriota                  |                                            | Independiente                              | 1 de enero de 2011                         | 26 de agosto de 2013                       |
| Ministerio de Relaciones Exteriores                                        | Eduardo dos Santos (interino)               |                                            |                                            | 26 de agosto de 2013                       | 28 de agosto de 2013                       |
| Ministerio de Relaciones Exteriores                                        | Luiz Alberto Figueiredo                     |                                            | Independiente                              | 28 de agosto de 2013                       | 1 de enero de 2015                         |
| Ministerio de Relaciones Exteriores                                        | Mauro Vieira                                |                                            | Independiente                              | 1 de enero de 2015                         | 12 de mayo de 2016                         |
| Ministerio de Salud                                                        | Alexandre Padilha                           |                                            | Partido de los Trabajadores                | 1 de enero de 2011                         | 2 de febrero de 2014                       |
| Ministerio de Salud                                                        | Arthur Chioro                               |                                            | Partido de los Trabajadores                | 3 de febrero de 2014                       | 2 de octubre de 2015                       |
| Ministerio de Salud                                                        | Marcelo Castro                              |                                            | Movimiento Democrático Brasileño           | 2 de octubre de 2015                       | 27 de abril de 2016                        |
| Ministerio de Salud                                                        | Agenor Álvares (interino)                   |                                            |                                            | 27 de abril de 2016                        | 12 de mayo de 2016                         |
| Ministerio de Trabajo y Empleo                                             | Carlos Lupi                                 |                                            | Partido Democrático Laborista              | 1 de enero de 2011                         | 4 de diciembre de 2011                     |
| Ministerio de Trabajo y Empleo                                             | Paulo Roberto dos Santos Pinto (interino)   |                                            | Independiente                              | 4 de diciembre de 2011                     | 30 de abril de 2012                        |
| Ministerio de Trabajo y Empleo                                             | Brizola Neto                                |                                            | Partido Democrático Laborista              | 30 de abril de 2012                        | 15 de marzo de 2013                        |
| Ministerio de Trabajo y Empleo                                             | Manoel Dias                                 |                                            | Partido Democrático Laborista              | 15 de marzo de 2013                        | 2 de octubre de 2015                       |
| Ministerio de Trabajo y Empleo                                             | Miguel Rossetto                             |                                            | Partido de los Trabajadores                | 2 de octubre de 2015                       | 12 de mayo de 2016                         |
| Ministerio de Transportes                                                  | Alfredo Pereira do Nascimento               |                                            | Partido de la República                    | 1 de enero de 2011                         | 6 de julio de 2011                         |
| Ministerio de Transportes                                                  | Paulo Sérgio Passos                         |                                            | Partido de la República                    | 7 de julio de 2011                         | 1 de abril de 2013                         |
| Ministerio de Transportes                                                  | César Borges                                |                                            | Partido de la República                    | 2 de abril de 2013                         | 26 de junio de 2014                        |
| Ministerio de Transportes                                                  | Paulo Sérgio Passos                         |                                            | Partido de la República                    | 26 de junio de 2014                        | 1 de enero de 2015                         |
| Ministerio de Transportes                                                  | Antonio Carlos Rodrigues                    |                                            | Partido de la República                    | 1 de enero de 2015                         | 12 de mayo de 2016                         |
| Ministerio de Turismo                                                      | Pedro Novais                                |                                            | Movimiento Democrático Brasileño           | 1 de enero de 2011                         | 14 de septiembre de 2014                   |
| Ministerio de Turismo                                                      | Gastão Vieira                               |                                            | Movimiento Democrático Brasileño           | 14 de septiembre de 2014                   | 17 de marzo de 2014                        |
| Ministerio de Turismo                                                      | Vinicius Lages                              |                                            | Independiente                              | 17 de marzo de 2014                        | 16 de abril de 2015                        |
| Ministerio de Turismo                                                      | Henrique Eduardo Alves                      |                                            | Movimiento Democrático Brasileño           | 16 de abril de 2015                        | 28 de marzo de 2016                        |
| Ministerio de Turismo                                                      | Alberto Alves (interino)                    |                                            | Independiente                              | 29 de marzo de 2016                        | 21 de abril de 2016                        |
| Ministerio de Turismo                                                      | Alessandro Teixeira                         |                                            | Partido de los Trabajadores                | 22 de abril de 2016                        | 12 de mayo de 2016                         |
| Organismos con Estatus de Ministerio                                       |                                             |                                            |                                            |                                            |                                            |
| Cartera                                                                    | Titular                                     | Partido                                    | Partido                                    | Inicio                                     | Final                                      |
| Casa Civil                                                                 | Antonio Palocci                             |                                            | Partido de los Trabajadores                | 1 de enero de 2011                         | 7 de junio de 2011                         |
| Casa Civil                                                                 | Gleisi Hoffmann                             |                                            | Partido de los Trabajadores                | 8 de junio de 2011                         | 2 de febrero de 2014                       |
| Casa Civil                                                                 | Aloizio Mercadante                          |                                            | Partido de los Trabajadores                | 2 de febrero de 2014                       | 2 de octubre de 2015                       |
| Casa Civil                                                                 | Jaques Wagner                               |                                            | Partido de los Trabajadores                | 2 de octubre de 2015                       | 17 de marzo de 2016                        |
| Casa Civil                                                                 | Luiz Inácio Lula da Silva                   |                                            | Partido de los Trabajadores                | 17 de marzo de 2016                        | 22 de marzo de 2016                        |
| Casa Civil                                                                 | Eva Chiavon (interina)                      |                                            | Partido de los Trabajadores                | 22 de marzo de 2016                        | 12 de mayo de 2016                         |
| Contraloría General de la Unión                                            | Jorge Hage                                  |                                            | Independiente                              | 1 de enero de 2011                         | 1 de enero de 2015                         |
| Contraloría General de la Unión                                            | Valdir Moysés Simão                         |                                            | Partido de los Trabajadores                | 1 de enero de 2015                         | 21 de diciembre de 2015                    |
| Contraloría General de la Unión                                            | Carlos Higino Ribeiro de Alencar (interino) |                                            | Independiente                              | 21 de diciembre de 2015                    | 29 de febrero de 2016                      |
| Contraloría General de la Unión                                            | Luiz Navarro de Britto                      |                                            | Independiente                              | 3 de marzo de 2016                         | 12 de mayo de 2016                         |
| Procuración General de la Unión                                            | Luís Inácio Adams                           |                                            | Independiente                              | 1 de enero de 2011                         | 3 de marzo de 2016                         |
| Procuración General de la Unión                                            | José Eduardo Cardozo                        |                                            | Partido de los Trabajadores                | 3 de marzo de 2016                         | 12 de mayo de 2016                         |
| Gabinete de Seguridad Institucional                                        | José Elito Carvalho Siqueira                |                                            | Independiente                              | 1 de enero de 2011                         | 2 de octubre de 2015                       |
| Gabinete de Seguridad Institucional                                        | Marcos Antonio Amaro dos Santos             |                                            | Independiente                              | 2 de octubre de 2015                       | 12 de mayo de 2016                         |
| Secretarías con Rango de Ministerio                                        |                                             |                                            |                                            |                                            |                                            |
| Ministerio                                                                 | Titular                                     | Partido                                    | Partido                                    | inicio                                     | final                                      |
| Secretaría General de la Presidencia                                       | Gilberto Carvalho                           |                                            | Partido de los Trabajadores                | 1 de enero de 2011                         | 1 de enero de 2015                         |
| Secretaría General de la Presidencia                                       | Miguel Rossetto                             |                                            | Partido de los Trabajadores                | 1 de enero de 2015                         | 2 de octubre de 2015                       |
| Secretaría de Comunicación Social                                          | Helena Chagas                               |                                            | Independiente                              | 1 de enero de 2011                         | 3 de febrero de 2014                       |
| Secretaría de Comunicación Social                                          | Thomas Traumann                             |                                            | Independiente                              | 3 de febrero de 2014                       | 25 de marzo de 2015                        |
| Secretaría de Comunicación Social                                          | Roberto Messias (interino)                  |                                            |                                            | 25 de marzo de 2015                        | 31 de marzo de 2015                        |
| Secretaría de Comunicación Social                                          | Edinho Silva                                |                                            | Partido de los Trabajadores                | 31 de marzo de 2015                        | 12 de mayo de 2016                         |
| Secretaría de Asuntos Estratégicos                                         | Moreira Franco                              |                                            | Movimiento Democrático Brasileño           | 1 de enero de 2011                         | 15 de marzo de 2013                        |
| Secretaría de Asuntos Estratégicos                                         | Marcelo Neri                                |                                            | Independiente                              | 22 de marzo de 2013                        | 5 de febrero de 2015                       |
| Secretaría de Asuntos Estratégicos                                         | Roberto Mangabeira Unger                    |                                            | Independiente                              | 5 de febrero de 2015                       | 14 de septiembre de 2015                   |
| Secretaría de Asuntos Estratégicos                                         | Vitor Pinto Chaves (interino)               |                                            | Independiente                              | 14 de septiembre de 2015                   | 2 de octubre de 2015                       |
| Secretaría de Aviación Civil                                               | Wagner Bittencourt                          |                                            | Independiente                              | 18 de marzo de 2011                        | 16 de marzo de 2013                        |
| Secretaría de Aviación Civil                                               | Moreira Franco                              |                                            | Movimiento Democrático Brasileño           | 16 de marzo de 2013                        | 1 de enero de 2015                         |
| Secretaría de Aviación Civil                                               | Eliseu Padilha                              |                                            | Movimiento Democrático Brasileño           | 1 de enero de 2015                         | 1 de diciembre de 2015                     |
| Secretaría de Aviación Civil                                               | Guilherme Walder Mora Ramalho (interino)    |                                            | Independiente                              | 7 de diciembre de 2015                     | 17 de marzo de 2016                        |
| Secretaría de Aviación Civil                                               | Mauro Lopes                                 |                                            | Movimiento Democrático Brasileño           | 17 de marzo de 2016                        | 14 de abril de 2016                        |
| Secretaría de Aviación Civil                                               | Guilherme Walder Mora Ramalho (interino)    |                                            | Independiente                              | 14 de abril de 2016                        | 12 de mayo de 2016                         |
| Secretaría de Derechos Humanos                                             | Maria do Rosário                            |                                            | Partido de los Trabajadores                | 1 de enero de 2011                         | 1 de abril de 2014                         |
| Secretaría de Derechos Humanos                                             | Ideli Salvatti                              |                                            | Partido de los Trabajadores                | 1 de abril de 2014                         | 16 de abril de 2015                        |
| Secretaría de Derechos Humanos                                             | Pepe Vargas                                 |                                            | Partido de los Trabajadores                | 16 de abril de 2015                        | 2 de octubre de 2015                       |
| Secretaría de Gobierno                                                     | Ricardo Berzoini                            |                                            | Partido de los Trabajadores                | 2 de octubre de 2015                       | 12 de mayo de 2016                         |
| Secretaría de Micro y Pequeña Empresa                                      | Guilherme Afif Domingos                     |                                            | Partido Social Democrático                 | 6 de mayo de 2013                          | 2 de octubre de 2015                       |
| Secretaría de Relaciones Institucionales                                   | Luiz Sérgio Nóbrega de Oliveira             |                                            | Partido de los Trabajadores                | 1 de enero de 2011                         | 10 de junio de 2011                        |
| Secretaría de Relaciones Institucionales                                   | Ideli Salvatti                              |                                            | Partido de los Trabajadores                | 10 de junio de 2011                        | 1 de abril de 2014                         |
| Secretaría de Relaciones Institucionales                                   | Ricardo Berzoini                            |                                            | Partido de los Trabajadores                | 1 de abril de 2014                         | 1 de enero de 2015                         |
| Secretaría de Relaciones Institucionales                                   | Pepe Vargas                                 |                                            | Partido de los Trabajadores                | 1 de enero de 2015                         | 7 de abril de 2015                         |
| Secretaría de Políticas de Promoción de la Igualdad Racial                 | Luiza Helena de Bairros                     |                                            | Independiente                              | 1 de enero de 2011                         | 1 de enero de 2015                         |
| Secretaría de Políticas de Promoción de la Igualdad Racial                 | Nilma Lino Gomes                            |                                            | Independiente                              | 1 de enero de 2015                         | 2 de octubre de 2015                       |
| Secretaría de Políticas para las Mujeres                                   | Iriny Lopes                                 |                                            | Partido de los Trabajadores                | 1 de enero de 2011                         | 12 de febrero de 2012                      |
| Secretaría de Políticas para las Mujeres                                   | Eleonora Menicucci                          |                                            | Partido de los Trabajadores                | 12 de febrero de 2012                      | 2 de octubre de 2015                       |
| Secretaría de Puertos                                                      | José Leônidas Menezes Cristino              |                                            | Partido Socialista Brasileño               | 1 de enero de 2011                         | 3 de octubre de 2013                       |
| Secretaría de Puertos                                                      | Antonio Henrique Pinheiro Silveira          |                                            | Independiente                              | 3 de octubre de 2013                       | 26 de junio de 2014                        |
| Secretaría de Puertos                                                      | César Borges                                |                                            | Partido de la República                    | 26 de junio de 2014                        | 1 de enero de 2015                         |
| Secretaría de Puertos                                                      | Edson Coelho Araújo                         |                                            | Movimiento Democrático Brasileño           | 1 de enero de 2015                         | 2 de octubre de 2015                       |
| Secretaría de Puertos                                                      | Helder Barbalho                             |                                            | Movimiento Democrático Brasileño           | 2 de octubre de 2015                       | 20 de abril de 2016                        |
| Secretaría de Puertos                                                      | Maurício Muniz Barreto de Carvalho          |                                            | Independiente                              | 22 de abril de 2016                        | 12 de mayo de 2016                         |

### Imagen, popularidad y reconocimientos
Dilma Rousseff se ubicó en el segundo lugar de la lista de las mujeres más poderosas del mundo de 2013 que publica anualmente la revista estadounidense Forbes, precedida por Angela Merkel. En 2011 y 2012 Rousseff se ubicó en el tercer lugar, precedida ambos años por Angela Merkel y Hillary Clinton. En la lista de personas más poderosas, fue ubicada en el puesto n.º 16 en 2010 (noviembre), antes de asumir la presidencia, subiendo al puesto n.º 22 al año siguiente y volviendo a descender al puesto n.º 18 en 2012.
Según Datafolha para el 19 de marzo de 2011 la presidente de Brasil obtuvo un 47 % de aprobación de su gestión. Cabe destacar que el índice más alto de esta serie fue de 48 % durante la segunda presidencia de Luiz Inacio Lula da Silva. Para agosto de 2012 según IBOPE, la dirigente brasileña cosechaba una imagen positiva del 77 %.

### Reelección
El 20 de febrero de 2013, en el acto de celebración de los 10 años de gobierno del PT, Lula lanzó la reelección de Dilma. El gesto de Lula es muy significativo, porque la prensa brasileña viene especulando desde el inicio del gobierno de Dilma, que la intención del líder del PT era retomar el poder en 2014.

### Destitución
El 2 de diciembre de 2015, Eduardo Cunha, presidente de la Cámara de Diputados, aceptó una petición de destitución de Rousseff. Un comité especial celebró audiencias y recomendó que el pleno de la Cámara autorizara la presentación de los cargos ante el Senado. El 17 de abril de 2016, la Cámara Baja votó por la mayoría requerida de dos tercios de sus miembros para presentar la petición de juicio político al Senado, y lo hizo el 18 de abril de 2016.
Un comité especial del Senado concluyó en un informe que la acusación justificaba un juicio político y recomendó un juicio político. El 12 de mayo de 2016, el Senado inició el juicio político. Rousseff fue notificada y, según la Constitución de Brasil, fue suspendida automáticamente de la presidencia a la espera de una decisión final del Senado. El vicepresidente Michel Temer asumió sus poderes y funciones como presidenta interina de Brasil durante la suspensión.
El 31 de agosto de 2016, el Senado, reunido como órgano judicial, votó 61-20 a favor de un veredicto de culpabilidad, condenando a Rousseff por violar las leyes presupuestarias y destituirla de su cargo. Posteriormente, Temer asumió el cargo y prestó juramento como presidente de Brasil.

## Condecoraciones
- Collar de la Orden del Sol del Perú, en el grado de Gran Collar (2011)
- Collar de la Orden de Isabel la Católica (2012)[144]
- Collar de la Orden Mexicana del Águila Azteca (2015)[145]
- Medalla de la Amistad (2024)[146]